# 베이스 앰프

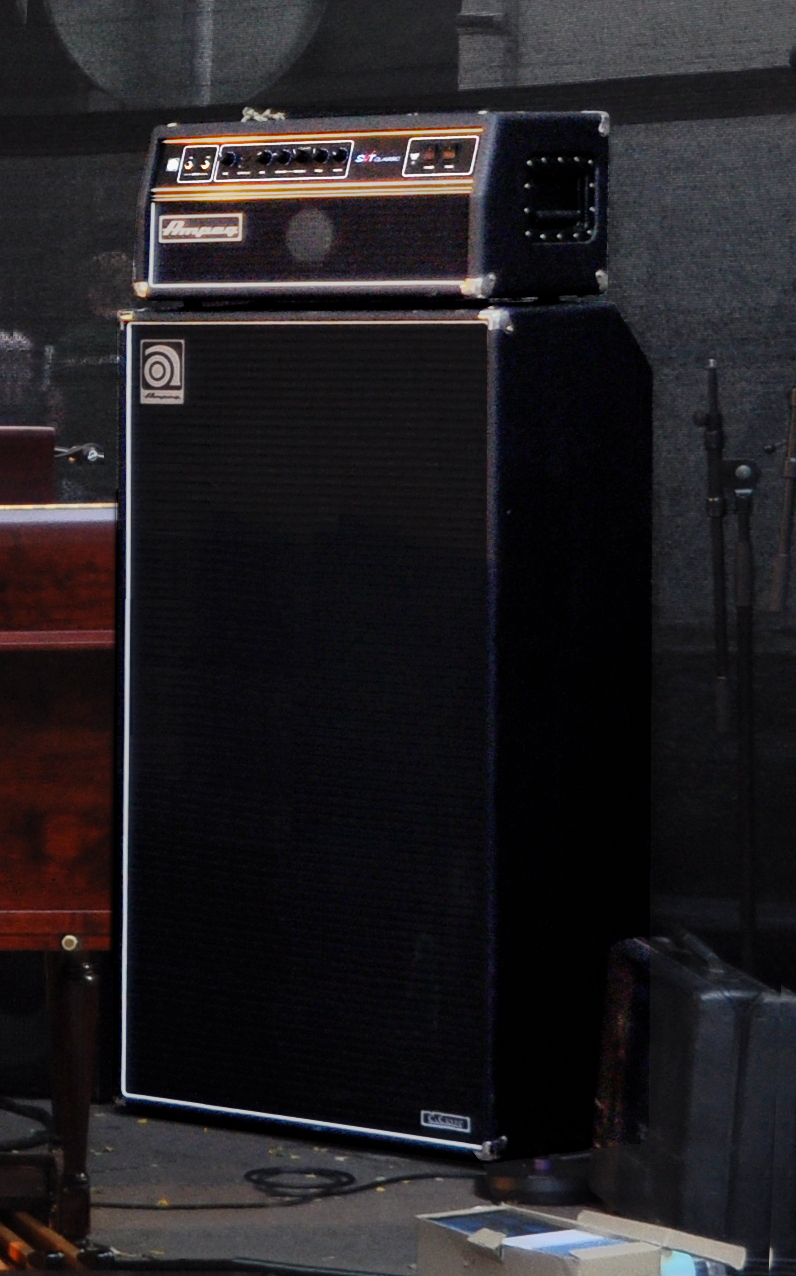
8개의 10인치 스피커가 달린 앰펙 SVT 캐비닛에 그 위에 별도의 앰펙 SVT 앰프 "헤드"가 놓여 있다.

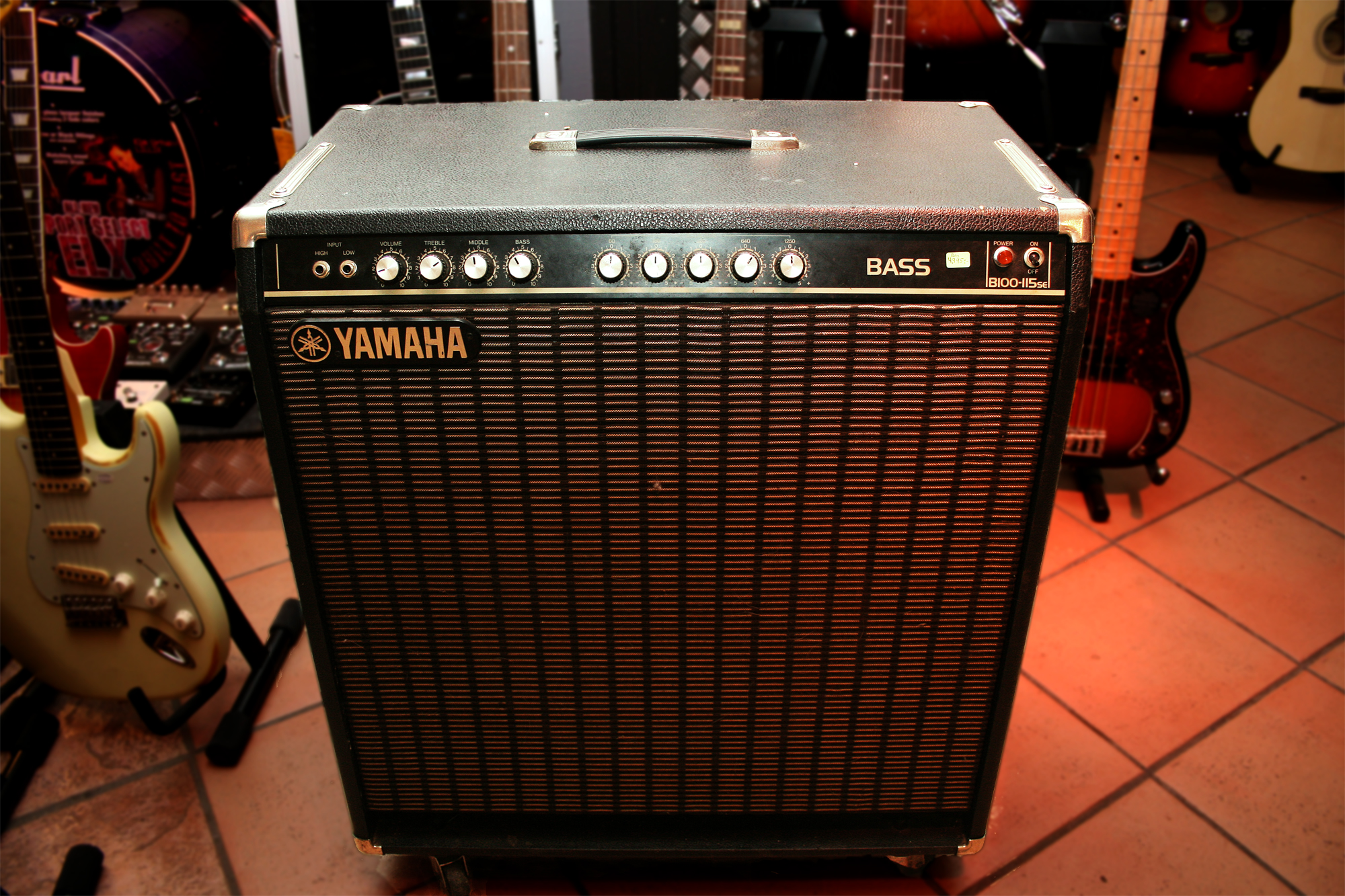
앰프가 내장된 목재 스피커 캐비닛.

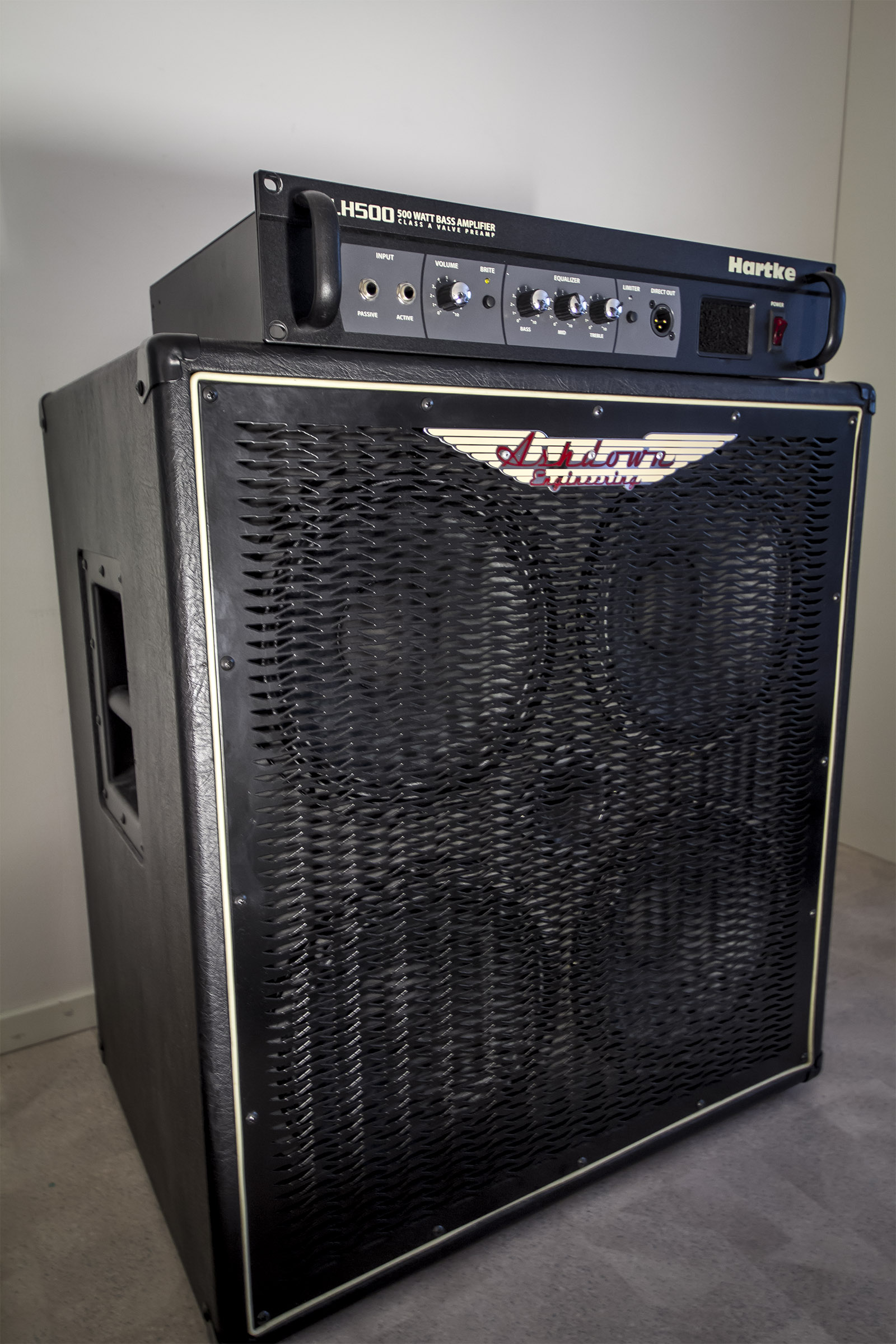
애시다운 4x10인치 스피커 캐비닛 위에 있는 하트키 500와트 앰프 "헤드".

베이스 앰프(Bass amplifier, Bass amp)는 베이스 기타나 콘트라베이스와 같은 저음 악기를 연주자와 청중이 들을 수 있을 만큼 충분히 크게 만드는 데 전력을 사용하는 악기용 전자 장치이다. 베이스 앰프는 일반적으로 프리 앰프, 음색 조절, 파워 앰프와 캐비닛 안에 하나 이상의 스피커("드라이버")로 구성된다.
베이스 앰프는 일렉 기타에 사용되는 기타 앰프와 많은 기능을 공유하지만, 저주파 사운드 재생과 관련된 특정 문제로 인해 다른 유형의 앰프 시스템과는 다르다. 이러한 차이점은 스피커의 설계, 스피커 캐비닛의 크기 및 설계, 프리앰프 및 앰프의 설계에 영향을 미친다. 베이스 앰프용 스피커 캐비닛은 일반적으로 다른 악기 앰프에 사용되는 스피커보다 더 큰 스피커(예: 15 인치 (380 mm) 스피커는 일렉 기타 앰프보다 베이스에 더 흔함) 또는 더 많은 스피커와 더 큰 캐비닛 크기를 포함한다. 스피커 자체도 더 높은 전력 레벨을 처리할 수 있도록 더 튼튼해야 하며, 높은 음압 수준에서 매우 낮은 음높이를 재현할 수 있어야 한다.

## 역사

### 1920년대–1940년대

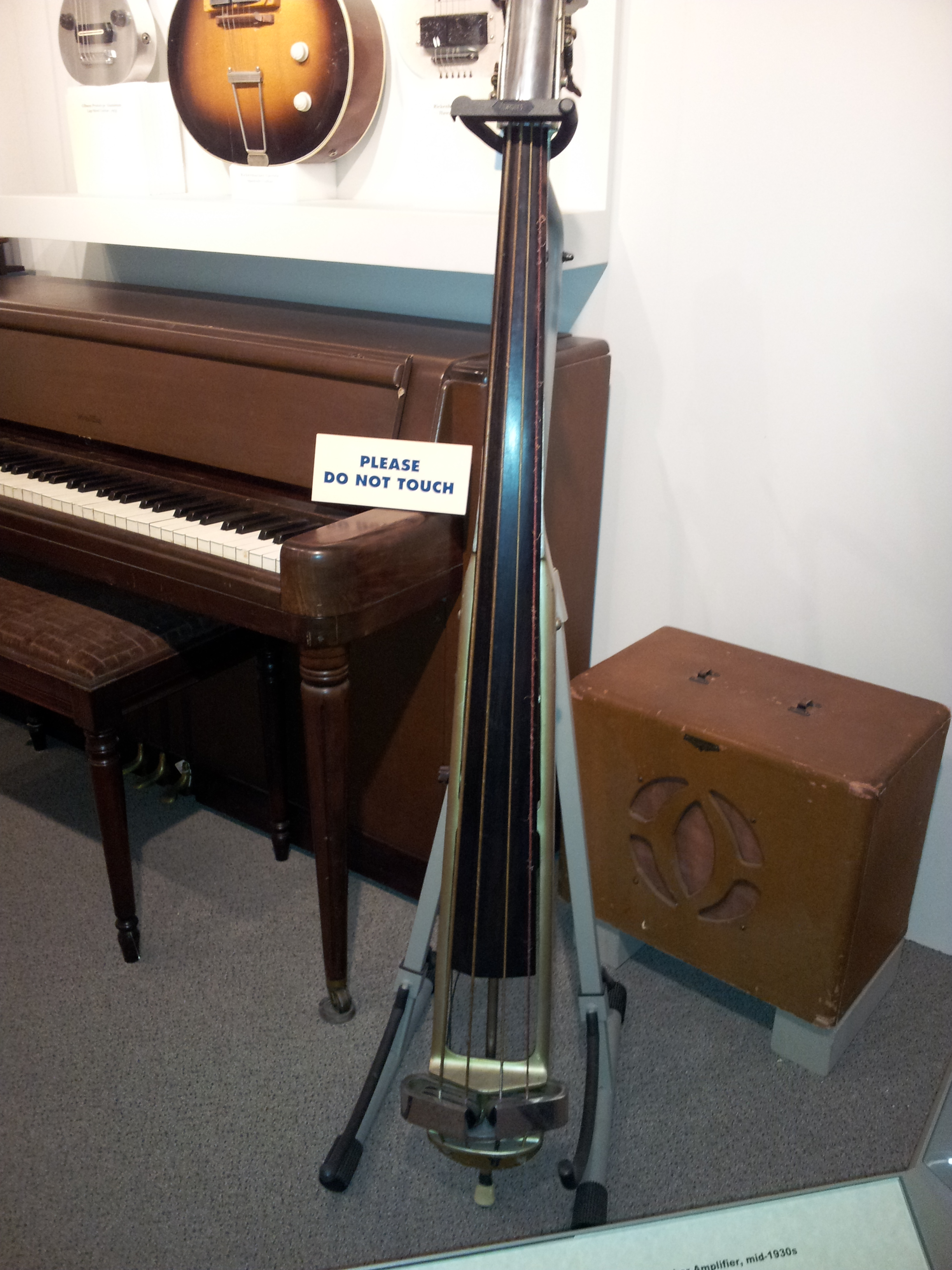
1930년대 시대의 콤보 앰프와 1935년 리켄배커 일렉트릭 업라이트 베이스.

악기를 더 크게 만드는 방법을 처음으로 찾은 베이시스트들은 콘트라베이스 연주자들이었다. 콘트라베이스는 약 6피트 높이의 큰 악기(엔드핀을 확장한 상태)이지만, 저음역으로 인해 음향적으로 연주될 때 큰 소리가 나지 않으며, 인간의 청각은 저주파에서 덜 민감하기 때문이다. 1890년대와 1900년대 초에 바와 매춘굴에서 연주하는 콘트라베이스 연주자들은 종종 트럼펫과 같은 더 큰 악기 소리에 묻혀 청중에게 들리기 어려웠다. 부분적인 해결책은 현을 지판에 부딪혀 상대적으로 큰 타악기 소리를 내는 슬랩 베이스 스타일로 연주하는 것이었다.
1933년 오디오복스 매뉴팩처링 컴퍼니가 폴 투마크에 의해 설립되었으며, 그는 1936년 최초의 일렉트릭 베이스, 프렛이 달린 솔리드바디 오디오복스 모델 736 베이스 피들을 발명했으며, 이는 기타처럼 수평으로 연주되도록 설계되었다. 이 악기는 최초의 전용 베이스 앰프인 오디오복스 모델 936과 함께 판매되었다. 주로 신기한 것으로 여겨졌으며, 판매된 몇 대는 시애틀 지역에 남아 있었다.

### 1950년대–1970년대

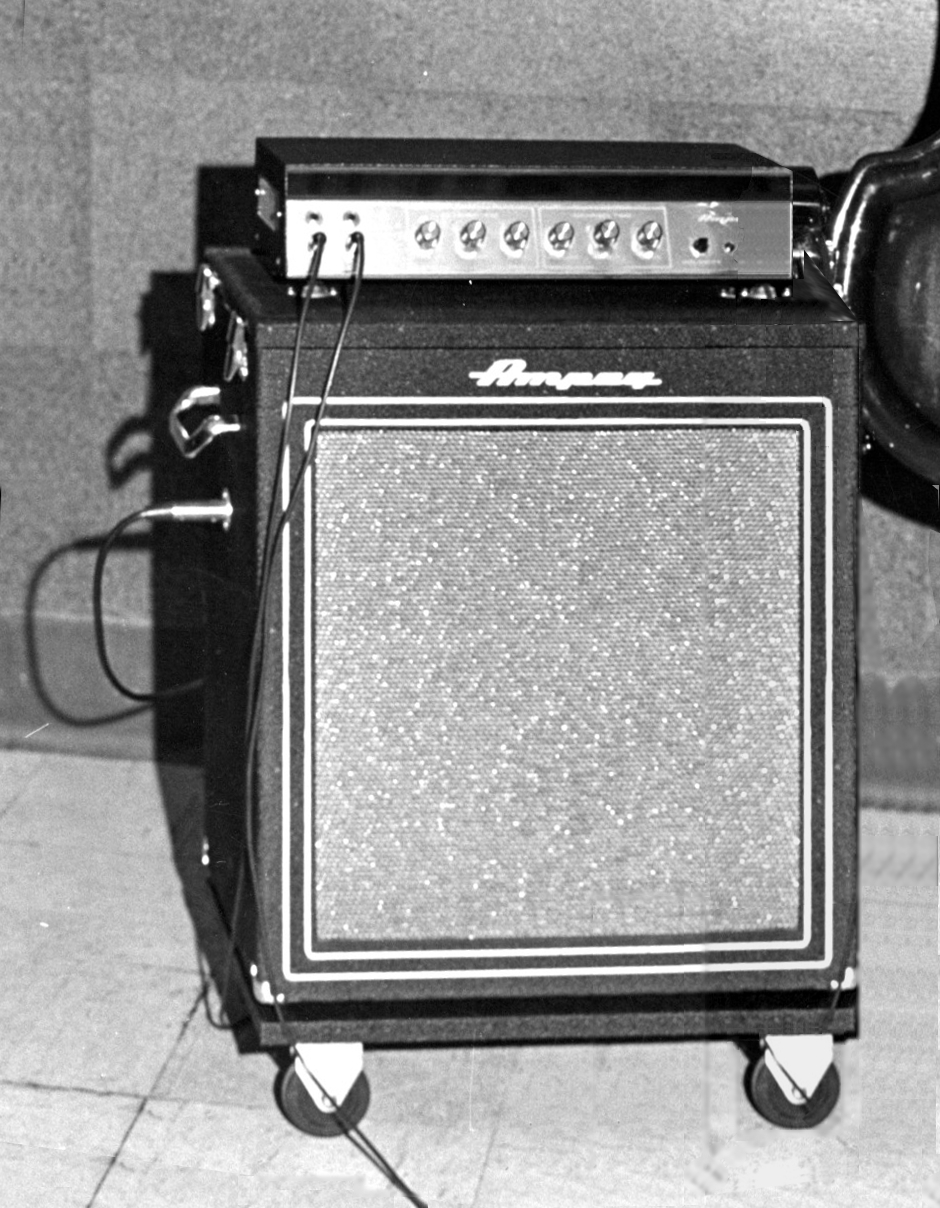
빈티지 앰펙 B-15 앰프 및 스피커 캐비닛.

1949년 에버렛 헐이 설립한 앰펙 베이스앰프 컴퍼니는 전기 베이스 장비에 대한 수요 증가에 대응하여 일련의 베이스 앰프를 생산했다. 처음 제공된 모델은 단일 12인치 스피커와 후면 환기 포트가 있는 18와트 모델인 슈퍼 800이었다. 1951년 앰펙은 15인치 스피커가 장착된 20와트 버전을 출시했다. 1960년에는 단일 15인치 스피커가 장착된 플립탑 25와트 튜브 베이스 앰프인 B-15 포타플렉스를 출시했다. 포타플렉스는 훌륭한 베이스 톤을 가지고 있었고 제임스 제머슨과 캐롤 케이와 같은 스튜디오 베이시스트들이 사용했지만, 경기장이나 아레나 콘서트에서 사용할 만큼 강력하지는 않았다. 앰펙 앰프는 1950년대와 1960년대 일렉트릭 베이스 기타 연주자들에게 널리 사용되었다.
리오 펜더는 1950년 펜더 프리시전 베이스와 함께 솔리드바디 "베이스 기타"를 부활시켰다. 콘트라베이스와 달리 솔리드바디 일렉트릭 베이스는 속이 빈 바디에서 음향 사운드를 생성하지 않는다. 콘트라베이스 연주자는 종종 베이스 앰프를 사용하는 것이 이점을 얻지만, 베이스 앰프는 일렉트릭 베이스 연주자에게는 필수품이다.
1960년대 후반, 록 밴드의 일렉 기타 연주자들이 대형 공연장에서 연주하기 위해 강력한 앰프를 사용하기 시작하면서 베이시스트들은 이에 보조를 맞춰야 했다. 어쿠스틱 360은 "후방 방사형 18인치 스피커 인클로저인 361 캐비닛을 구동하도록 설계된 200와트 솔리드 스테이트 헤드"였다. 1967년에 앰프와 캐비닛을 설계한 하비 거스트와 러스 앨리는 18인치 스피커를 접힌 혼 인클로저에 장착했다. 360 앰프에는 퍼즈 베이스 이펙터가 내장되어 있었다. 어쿠스틱 360과 그 361 캐비닛은 "...베이스 세계를 우드스톡, 알타몬트, 대형 축제 콘서트에 준비시켰고", 래리 그레이엄과 같은 저명한 연주자들과 레드 제플린의 베이시스트 존 폴 존스, 재즈 퓨전 연주자 자코 파스토리우스가 사용했다. 존 폴 존스는 레드 제플린에서 두 개의 앰프/캐비닛을 사용했다. 데이브 브라운은 산타나와 함께 사용했다. 존 맥비는 플리트우드 맥의 초기 시절에 앰프/캐비닛으로 연주했다. 1967년 12월, 어쿠스틱 360의 시끄러운 소리로 인해 도어스는 "...소음 위반으로 체포되었다".
시끄럽고 대형 공연장에서 사용되었던 또 다른 1960년대 시대의 앰프와 스피커는 8x10인치 스피커 캐비닛과 함께 사용하도록 설계된 "14개의 [진공] 튜브로 구동되는" 300와트 앰프 헤드인 앰펙 SVT(슈퍼 진공 튜브)였다.
보스 T-60/AC-100 베이스 앰프는 두 개의 15인치 캐비닛과 "게르마늄 트랜지스터"를 사용하여 30~40와트의 솔리드 스테이트 파워를 사용한다. 선 모델 T는 무디 블루스, 키스, 퀸, 더 후의 존 엔트위슬, 러시의 게디 리가 사용했다. 선은 "4개의 12AX7WA 튜브, 이어서 2개의 12AX7A 튜브, 그리고 4개의 6L6GC 튜브로 구동되는" 150와트 앰프를 사용했다.
갤리언 크루거 800RB는 1983년에 출시된 솔리드 스테이트 베이스 앰프 헤드로, 크고 깨끗한 사운드와 내구성 있는 구조로 베이시스트들에게 사랑받았다. 이것은 바이앰핑의 개념을 도입했으며, 베이스 스피커에는 300와트의 저음역 사운드를, 트위터에는 100와트를 전송했다. GK는 "부스트"라고 불리는 튜브 프리앰프 시뮬레이터 회로를 사용했다. GK 800RB 사용자는 레드 핫 칠리 페퍼스 베이시스트 플리와 건즈 앤 로지스의 더프 맥케이건을 포함한다.
마셜 JMP 슈퍼 베이스는 100와트 앰프이다. 모터헤드의 베이시스트/리드 싱어인 레미 킬미스터는 4개의 12인치 스피커가 달린 캐비닛과 4개의 15인치 스피커가 달린 캐비닛을 구동하기 위해 이 앰프들을 여러 대 사용했다. 그의 앰프에는 "킬러", "노 리모스", "머더 원"이라는 이름이 붙어 있었다. 피비 마크 IV는 2옴에서 300와트를 제공하는 대형 솔리드 스테이트 앰프이다. 마크 IV는 저렴한 가격과 신뢰성으로 알려져 있었다.
펜더는 1952년에 처음 생산된 베이스 앰프인 펜더 베이스맨을 개발했다. 이것은 단일 15인치 스피커가 장착된 26와트 튜브 앰프였다. 1954년, 베이스맨은 4개의 10인치 스피커를 사용하도록 재설계되었다. 이 스피커 캐비닛은 개방형 디자인이었으며, 따라서 저주파 효율이 낮았고, 댐핑 부족으로 인해 베이스에 사용될 때 스피커가 터지는 경향이 있었다. 베이스맨은 일렉 기타 앰프로 매우 인기가 많아졌다. 회로 설계도 반복적인 수정을 거쳤다. 1958년에 도입된 "5F6A" 회로는 클래식 앰프 디자인으로 간주되며, 마셜과 같은 많은 다른 제조업체에서 복사되었다.

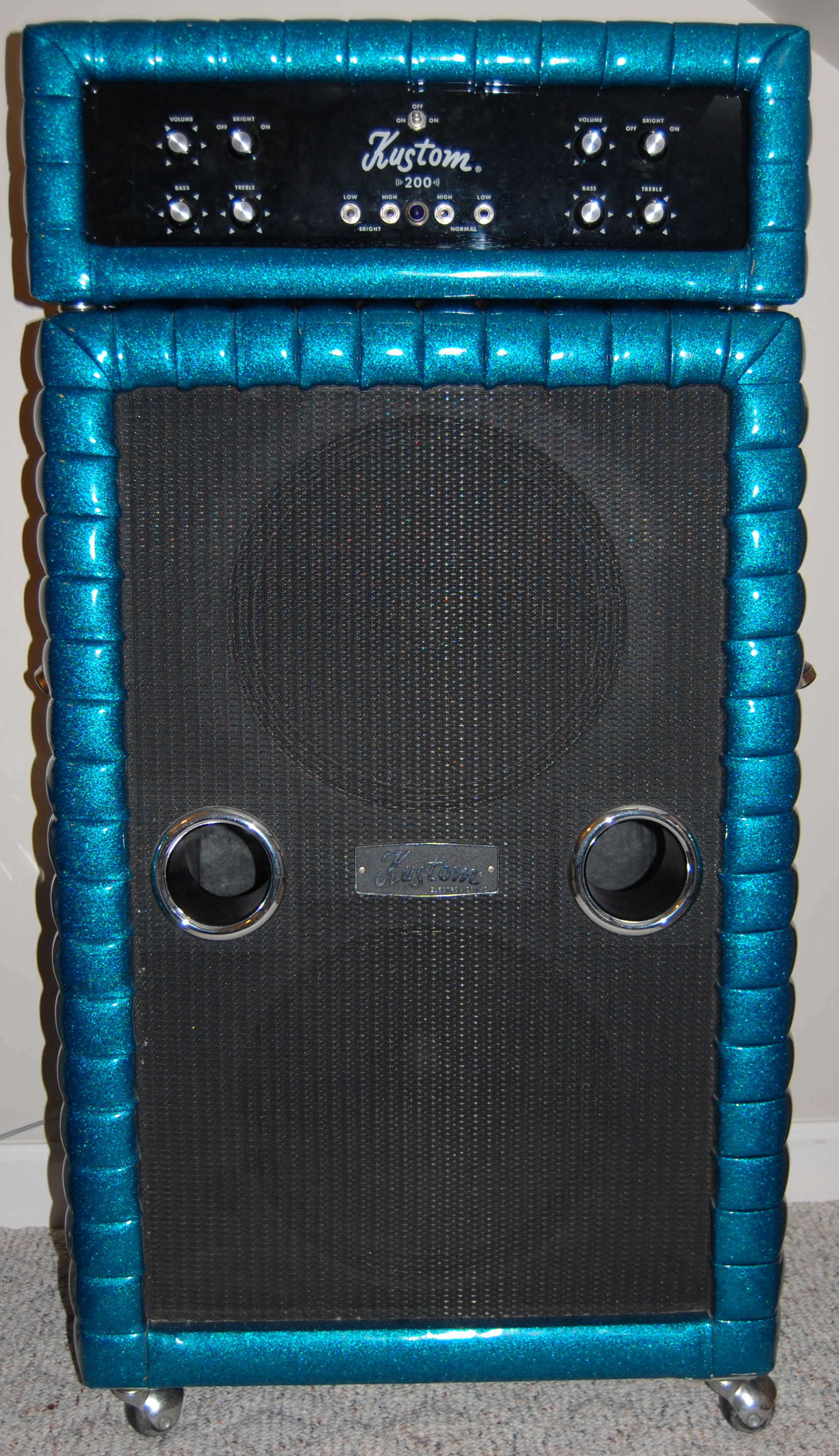
1971년 커스텀 200 베이스 앰프, 2 x 15인치 스피커 캐비닛 위에 별도의 앰프 헤드가 특징이다.

1960년대 초반 록 밴드들은 PA 시스템을 보컬에만 사용했다. 일렉 기타 연주자와 일렉트릭 베이스 연주자는 자신의 앰프와 스피커 캐비닛으로 홀, 클럽 또는 기타 공연장에서 소리를 만들어야 했다. 결과적으로 1960년대의 베이시스트들은 종종 크고 강력한 앰프와 대형 스피커 캐비닛을 사용했다. 일부 베이시스트들은 심지어 여러 대의 베이스 앰프를 사용하기도 했는데, 한 베이스 앰프의 신호가 하나 이상의 "슬레이브" 앰프로 전송되었다. 1960년대 중반 더 후의 존 엔트위슬은 마셜 스택을 처음으로 사용한 주요 연주자 중 한 명이었다. 당시 대부분의 밴드가 단일 캐비닛으로 50~100와트 앰프를 사용했을 때, 엔트위슬은 새로운 실험적인 프로토타입 200와트 앰프가 장착된 트윈 스택을 사용했다. 이것은 결과적으로 크림의 잭 브루스와 지미 헨드릭스 익스피리언스의 노엘 레딩이 따르면서 당시 밴드 동료들에게도 큰 영향을 미쳤다.
엔트위슬은 또한 그의 경력 전반에 걸쳐 "바이앰핑"을 실험했는데, 이는 베이스 사운드의 고주파가 저주파와 분리되어 각 주파수 범위가 별도의 앰프와 스피커로 전송되는 방식이었다. 이를 통해 각 주파수 범위의 일부를 개별적으로 수정할 수 있기 때문에 톤에 대한 더 많은 제어가 가능하다(예: 톤, 오버드라이브 추가 등). 버사톤 팬-오-플렉스 앰프는 베이스와 트레블에 별도의 앰프 섹션을 사용하지만 단일 12인치 스피커를 사용하는 바이앰핑에 대한 다른 접근 방식을 사용했다. 버사톤은 잭 캐사디와 캐롤 케이와 같은 유명 베이시스트들이 사용했다.
그레이트풀 데드의 베이시스트 필 레시는 밴드의 1970년대 사운드 월 PA 시스템의 일부였던 특이한 베이스 앰프 방식을 사용했다. 베이스의 각 현에서 나오는 신호는 자체 앰프와 스피커로 전송되었다. 이것은 베이스에 더 넓은 공간 효과를 더했고, 현 사이의 상호 변조 왜곡도 줄였다.
후에 레시의 베이스 신호는 너무 강력해서 팬들은 그의 스피커 앞 공간을 필 존이라고 불렀고, 이는 밴드의 CD Fallout from the Phil Zone에서 언급되었다.

### 1980년대–2010년대

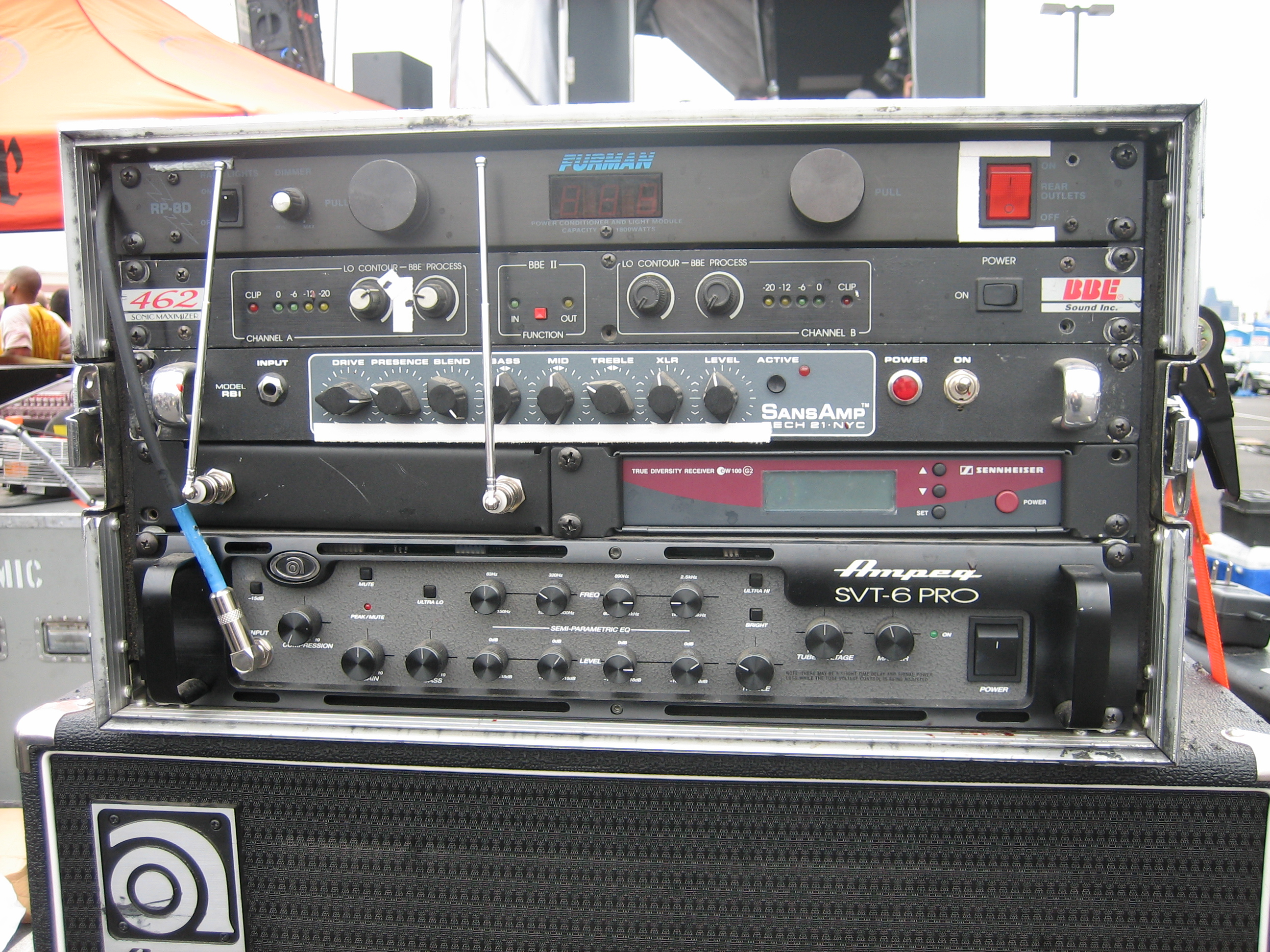
현대 베이시스트의 공연 시스템 장비 랙. 베이스 앰프는 랙에서 가장 낮은 섀시이다. 그 위에는 무선 수신기, 여러 프리앰프 장치, 파워 컨디셔너가 있다.

1980년대에 대중음악과 록 음악에서 베이스의 역할은 단순히 리듬 기능을 제공하는 것에서 벗어나 더 멜로디하게 발전했다. 이 새로운 '스쿠프드' 사운드(강력한 베이스와 트레블 부스트 및 미드 컷 포함)와 강력하게 연결된 앰프 브랜드는 트레이스 엘리엇이었다. 앰프를 독특하게 만든 몇 가지 특징이 있었다. GP11 프리앰프는 매우 넓은 11개의 그래픽 EQ 밴드를 특징으로 하며, 이 밴드는 서로 겹쳐서 인접한 밴드를 부스트하거나 컷할 때 엄청난 양의 주파수 컷 또는 부스트를 가능하게 했다. 둘째, 주파수 밴드는 베이스 끝쪽으로 더 가깝게 배치되어 베이시스트들이 다른 앰프에서는 이전에 허용되지 않았던 것처럼 사운드를 변경할 수 있는 더 많은 변화를 허용했다. 여기에 250 또는 500와트의 MOSFET 파워앰프와 베이스 및 상위 주파수를 개별적으로 증폭하여 전용 고주파 및 저주파 스피커 캐비닛으로 공급하기 전에 필터링하는 바이앰프 시스템 옵션이 추가되었다. 트레이스 엘리엇은 명성을 얻었다. 초기 사용자로는 레드 제플린의 존 폴 존스, 더 스미스의 앤디 로크, 펑크 밴드 셰이프스의 브라이언 헬리콥터가 있었다는 소문이 있다. 마크 킹 또한 이 브랜드의 초기 채택자였다. 이제 제조에 전념하는 이 회사는 증가하는 수요를 충족시키기 위해 1985년 위덤으로 이전했다.
PA 시스템이 개선됨에 따라 혼로드 "베이스 빈"과 서브우퍼가 추가되었으며 종종 직접 공급되는 베이스 기타 및 키보드 주파수를 증폭하기에 적합했다. 또한 1980년대와 1990년대에 모니터 시스템이 실질적으로 개선되어 사운드 엔지니어가 무대 위 음악가에게 악기 소리의 크고 명확하며 완전한 재현을 제공할 수 있게 되었다.

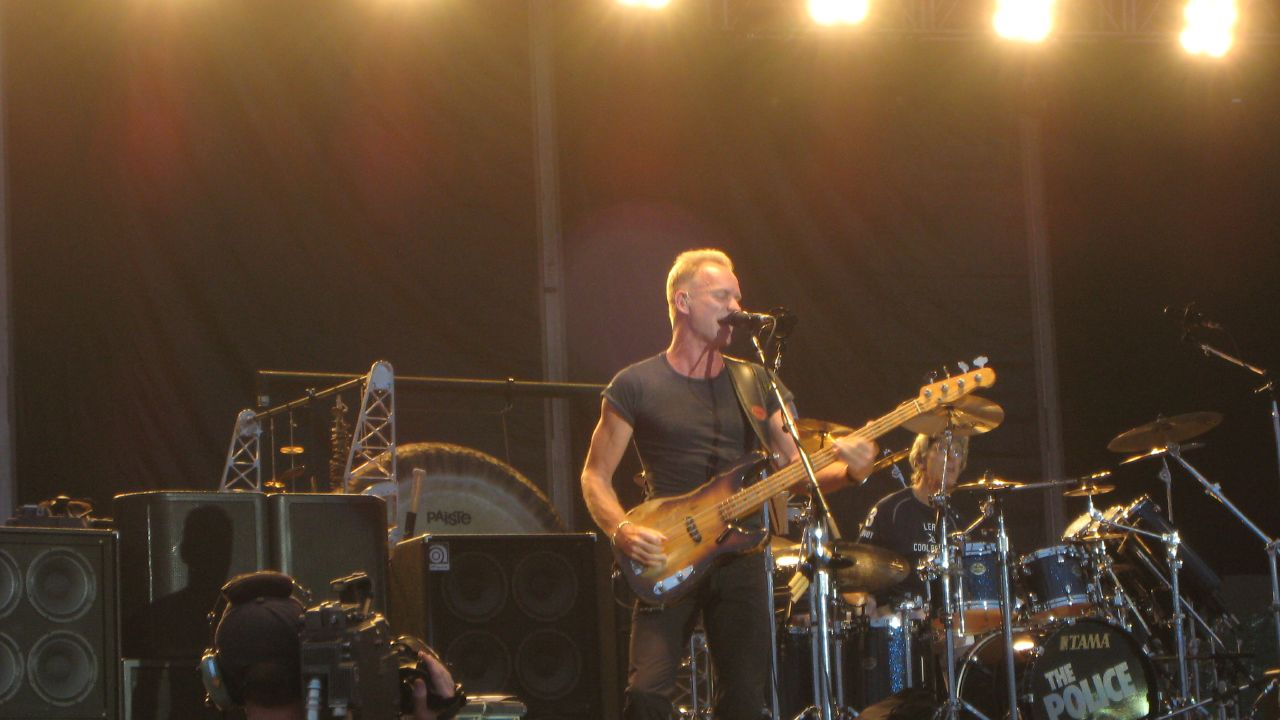
2007년 폴리스의 싱어-베이시스트인 스팅의 이 사진에는 왼쪽에 여러 개의 10인치 스피커가 있는 앰펙 캐비닛 여러 대가 보인다.

PA 시스템과 모니터 시스템의 개선으로 인해 2000년대의 베이시스트들은 더 이상 경기장이나 아레나에서 연주하기 위해 크고 강력한 베이스 앰프 시스템을 가질 필요가 없게 되었다. 2개의 8x10인치 베이스 스택과 하나 이상의 크고 강력한 베이스 헤드로 연주하는 대신, 2010년대에는 많은 베이시스트들이 상대적으로 작고 덜 강력한 베이스 앰프로 대형 라이브 공연장에서 공연한다. 그렇게 할 수 있는 이유는 대부분의 고가 2010년대 베이스 앰프에는 일반적으로 DI 출력 잭이 있어 오디오 뱀 케이블에 패치하고 메인 스테이지 믹싱 보드에 연결하여 PA 시스템이나 사운드 보강 시스템을 통해 증폭할 수 있기 때문이다.
2010년대에는 대형 공연장에서 청중에게 도달하는 거의 모든 사운드는 PA 시스템 또는 사운드 보강 시스템, 즉 청중을 향한 거대한 스피커 시스템에서 나온다. 또한 2010년대에는 무대 위 악기 앰프가 낮은 볼륨으로 유지될 가능성이 더 높다. 왜냐하면 밴드 멤버들이 무대 위에서 앰프를 높은 볼륨 레벨로 "크랭크"할 때 오디오 엔지니어가 사운드 믹스와 블렌드를 제어하기가 더 어려워지기 때문이다. 예를 들어, 헤비 메탈 베이시스트가 2개의 8x10인치 캐비닛과 여러 개의 1x18인치 서브우퍼 캐비닛, 그리고 수천 와트의 베이스 앰프 헤드를 가지고 있고, 이 앰프들이 매우 높은 볼륨 레벨로 설정되어 있다면, 이 베이시스트는 무대 위에서 매우 상당한 베이스 볼륨을 만들어낼 것이다. 사운드 엔지니어가 PA/사운드 보강 시스템에서 베이스 볼륨을 줄이기를 원한다면, 이 베이시스트의 시끄러운 무대 위 볼륨은 엔지니어가 FOH(프론트 오브 하우스) 사운드 믹스에서 베이스 볼륨을 제어하거나 줄이는 것을 어렵게 만들 것이다. 무대 위 볼륨이 매우 높은 베이시스트에게 발생할 수 있는 또 다른 문제는 오디오 엔지니어가 PA/사운드 보강 시스템을 통해 깨끗한 사운드를 생성하기가 어렵다는 것이다. 예를 들어, 베이시스트가 클리핑으로 인해 베이스 앰프 스피커 스택을 구동하여 퍼즈 베이스 톤을 생성하고 있다면, 오디오 엔지니어가 "깨끗한" 베이스 사운드를 원한다면, 이는 어려움을 초래할 수 있다.
오디오 엔지니어가 무대 위 볼륨을 줄여달라는 요청의 결과로, 2010년대에 많은 대형 공연장에서, 음악가에게 도달하는 무대 위 사운드의 대부분은 악기 앰프에서 나오는 것이 아니라 모니터 스피커 또는 인이어 모니터에서 나온다. 거대한 스피커 캐비닛과 앰프 스택은 일부 음악 장르, 특히 헤비 메탈 콘서트에서 여전히 사용되지만, 사운드 재생보다는 시각 효과를 위해 더 많이 사용되는 경향이 있다.
바나 나이트클럽과 같은 일부 소규모 및 중형 공연장에서는 PA 시스템이 공연장을 위한 베이스 사운드를 제공할 능력이 없을 수 있으며, PA 시스템은 주로 보컬에 사용될 수 있다. 이러한 유형의 소규모 및 중형 공연장을 포함한 다양한 공연장에서 연주하는 밴드의 베이시스트는 공연장을 위한 베이스 사운드를 제공할 수 있어야 하므로, 이러한 기능을 갖춘 대형 콤보 앰프 또는 베이스 스택이 필요할 것이다.

## 유형
공연 환경, 음악 스타일, 베이시스트가 원하는 사운드, 공연장 크기, 베이시스트가 아마추어인지 프로 음악가인지 등 다양한 요인에 따라 일렉트릭 베이스 및 기타 베이스 악기를 증폭하는 데 다른 유형의 장비가 사용된다. 전문 베이시스트는 더 비싼 "부티크" 앰프와 캐비닛을 가질 가능성이 높다. 모든 유형의 베이스 앰프와 캐비닛은 공연 및 녹음 스튜디오로 운반할 수 있도록 설계되었으며, 따라서 대부분 운송 중 캐비닛(예: 금속 또는 플라스틱 코너 보호대) 및 스피커(플라스틱 스크린 또는 금속 그릴)를 보호하고 장비를 이동(연습 앰프 및 콤보 앰프에는 단일 운반 손잡이가 표준이며, 대형 캐비닛의 양손 운반을 위해 두 개의 손잡이가 때때로 제공되며, 일부 대형 콤보 앰프 및 캐비닛에는 바퀴가 장착되어 있음)하기 위한 다양한 기능을 갖추고 있다. 앰프 "헤드"는 운반 손잡이가 있는 목재 캐비닛에 장착되어 판매되거나, 보호를 위해 19인치 로드 케이스에 나사로 장착할 수 있는 랙 마운트 가능한 부품으로 판매될 수 있다.
콤보 앰프 및 스피커 캐비닛용 스피커 인클로저는 일반적으로 단단한 비닐, 카펫, 펠트 또는 기타 튼튼한 천으로 덮여 있거나 도색되어 있다.

### 연습용 앰프

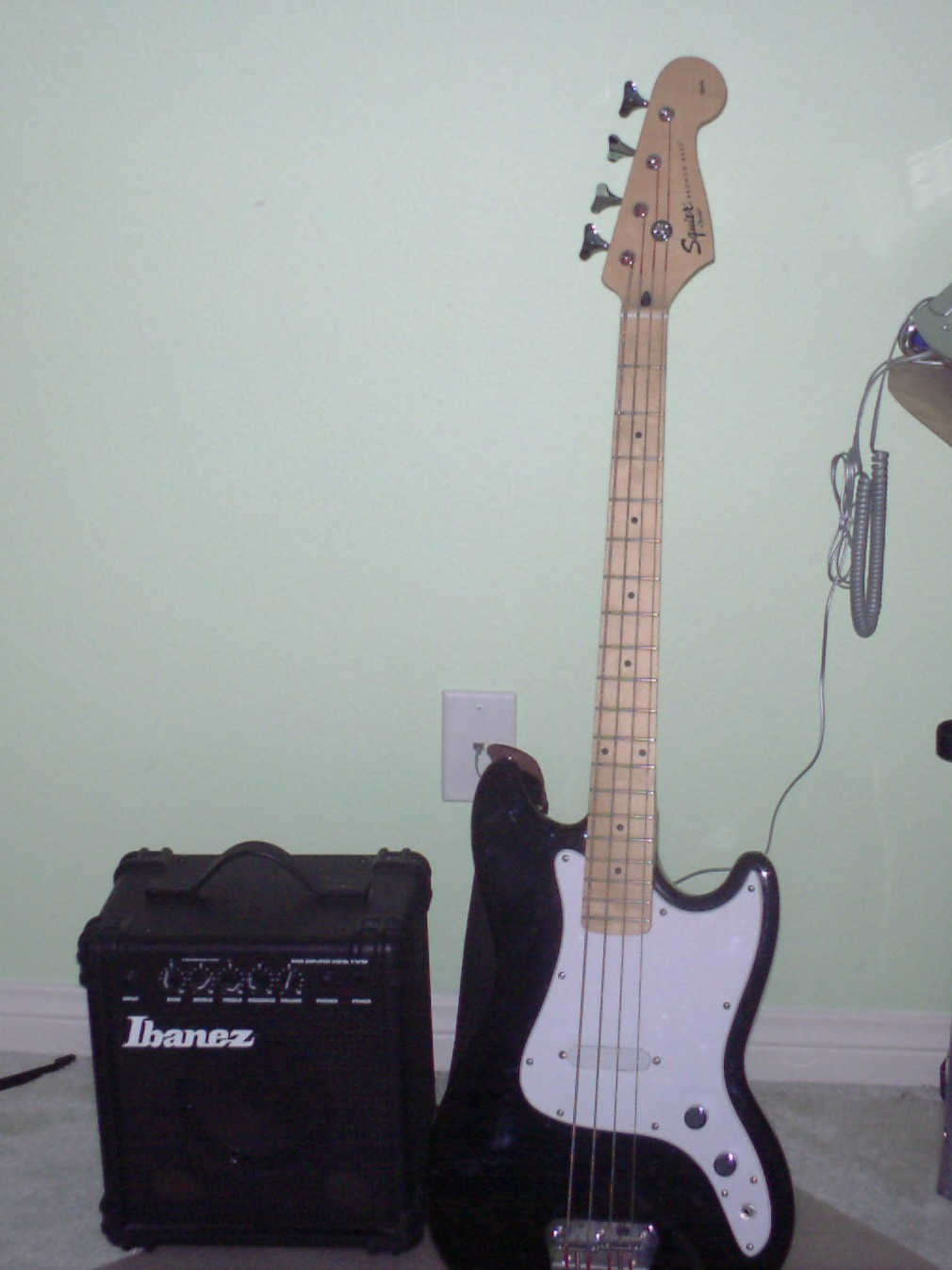
Small practice amplifier have low wattage and low volume which make them mostly suited to individual learning of basslines.

가장 작은 베이스 앰프는 악기를 작은 방에서 개인 연습하기에 충분하도록 증폭시킨다. 연습용 앰프는 일반적으로 밴드 연습이나 공연에서 사용하기에 충분한 볼륨이나 저주파 사운드 재생을 생성하지 못한다. 따라서 주로 초보자나 전문가가 사용하는 경우 예열 또는 개인 연습용으로 사용된다. 전체 크기 콤보 앰프 캐비닛보다 일렉 기타 콤보 앰프처럼 개방형 디자인을 가질 가능성이 더 높다.
길거리에서 팁을 위해 연주하는 일부 버스킹 연주자는 배터리 구동식 연습용 앰프를 사용할 수 있으며, 일부 모델에서 사용할 수 있는 기능이다.
연습용 앰프에는 보조 라인 입력 잭이 있어 CD 플레이어 또는 전자 메트로놈을 연습용 출력에 혼합할 수 있다. 또한 종종 헤드폰 출력 잭도 있다.
고가 연습용 앰프에는 DI 출력 잭이 있어 프리 앰프 신호를 라이브 공연의 사운드 보강 시스템이나 음향 녹음 세션을 위해 믹싱 보드에 직접 연결할 수 있다. DI 출력 장치는 효과적으로 연습용 앰프를 프리 앰프 장치로 전환한다.

### 콤보 앰프

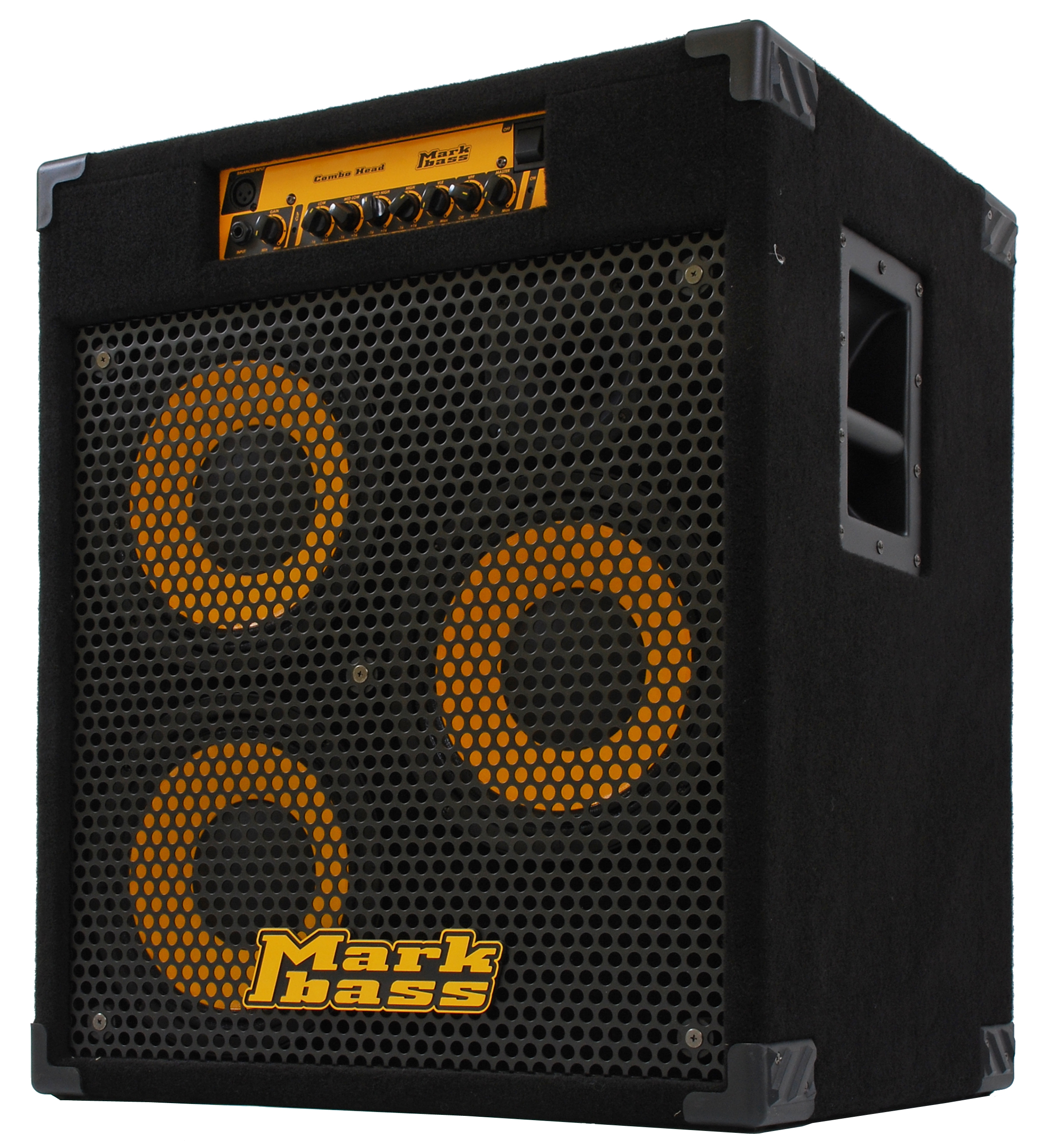
A Markbass 3x10" combo amp.

리허설, 스튜디오 녹음 세션 또는 소규모 클럽 공연을 위해 일렉트릭 및 콘트라베이스 연주자는 일반적으로 프리앰프, 톤 컨트롤, 파워 앰프 및 스피커(또는 여러 스피커)를 단일 캐비닛에 결합한 "콤보" 앰프를 사용한다. 소형 콤보 앰프는 별도의 앰프 및 스피커 장치를 사용하는 것보다 운반 및 설치가 더 쉬울 수 있으며, 따라서 많은 베이시스트에게 인기 있는 선택이다.
더 조용하고 어쿠스틱한 장르에서 연주하는 베이시스트는 더 작고 겸손한 파워 콤보 앰프를 사용할 수 있다. 높은 무대 볼륨과 더 관련이 있는 장르(예: 하드 록 또는 일렉트릭 블루스)에서 연주하는 베이시스트는 더 크고 더 강력한(와트 수) 콤보 앰프를 사용하는 경향이 있다.

### 베이스 스택

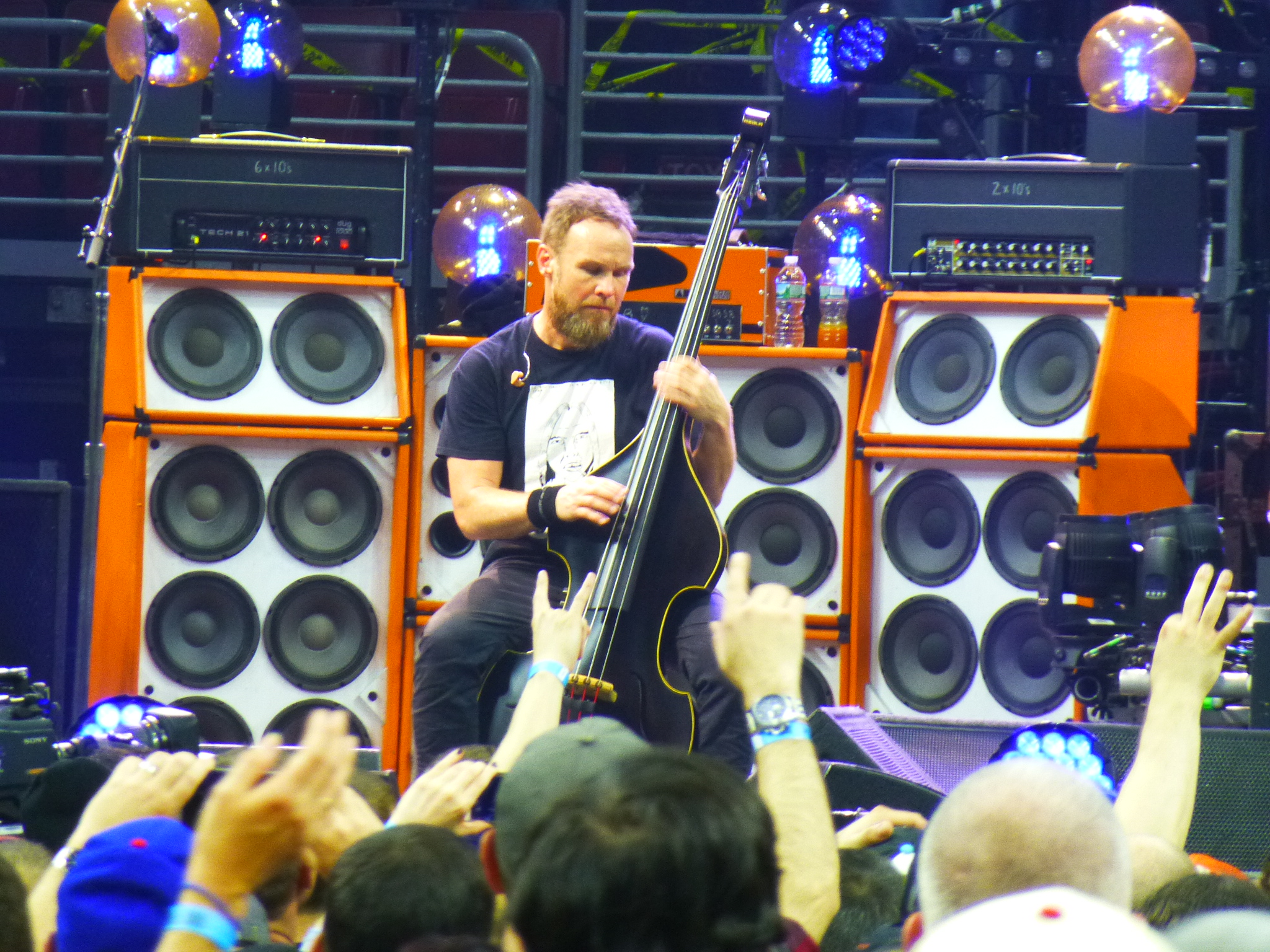
펄 잼 베이시스트 제프 아멘트는 베이스 스택 벽 앞에 서 있다.

경기장 및 야외 음악 축제와 같은 대규모 공연장이나 확장된 저음역 및 높은 무대 볼륨을 사용하는 베이스 악기 장르의 경우, 베이시스트는 종종 더 강력한 앰프(300~2000와트 이상)와 다양한 조합의 하나 이상의 별도 스피커 캐비닛(또는 "캐비닛")을 사용하며, 이를 "베이스 스택"이라고 한다. 그런지에서 사용되는 강력하고 시끄러운 베이스 앰프 시스템의 예로는 앨리스 인 체인스 베이시스트 마이크 이네즈의 설정이 있다. 그는 4개의 앰펙 SVT-2PRO 앰프 헤드를 사용하며, 그 중 2개는 저음역용 4개의 1x18인치 서브우퍼 캐비닛에 연결하고, 나머지 2개는 2개의 8x10인치 캐비닛에 연결한다.
베이스 스택은 단일 스피커 캐비닛, 예: 8개의 10인치 스피커가 있는 캐비닛 또는 8x10인치를 사용할 수 있다. 8x10인치 캐비닛은 엄청난 볼륨과 강력한 베이스 톤을 생성할 수 있지만, 캐비닛이 매우 무겁고 운반하기 어렵기 때문에 1개, 2개 또는 4개의 스피커가 있는 더 작은 스피커 캐비닛이 더 일반적으로 사용된다.

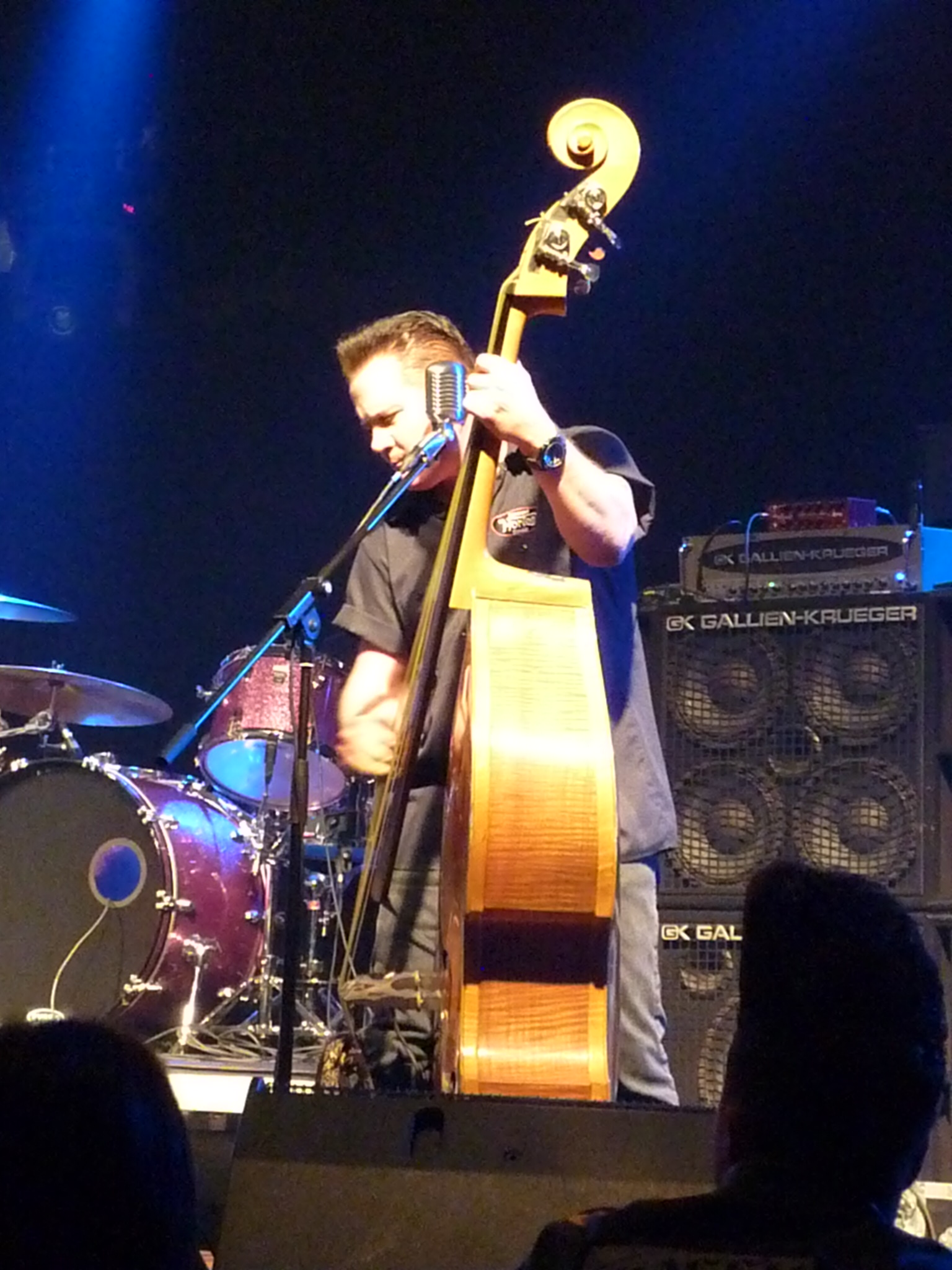
사이코빌리 베이시스트 짐보 월리스가 레버랜드 호튼 히트와 함께 1x15인치 캐비닛, 4x10인치 캐비닛, 그리고 앰프 "헤드"로 구성된 대형 베이스 스택과 함께 무대에서 공연한다.

일부 단일 캐비닛은 혼합된 스피커 크기를 사용한다. 예를 들어 MESA Engineering의 1x15인치/4x10인치 캐비닛, Peavey의 PVH 1516, 1x15인치 및 2x8인치 스피커가 있는, 및 Traynor의 TC1510 콤보, 1x15인치 및 2x10인치가 있다.
10인치, 12인치 또는 15인치 이외의 스피커 크기를 가진 대형 캐비닛은 덜 일반적으로 사용된다. 예로는 6x8인치 및 8x8인치 캐비닛 구성이 있다.

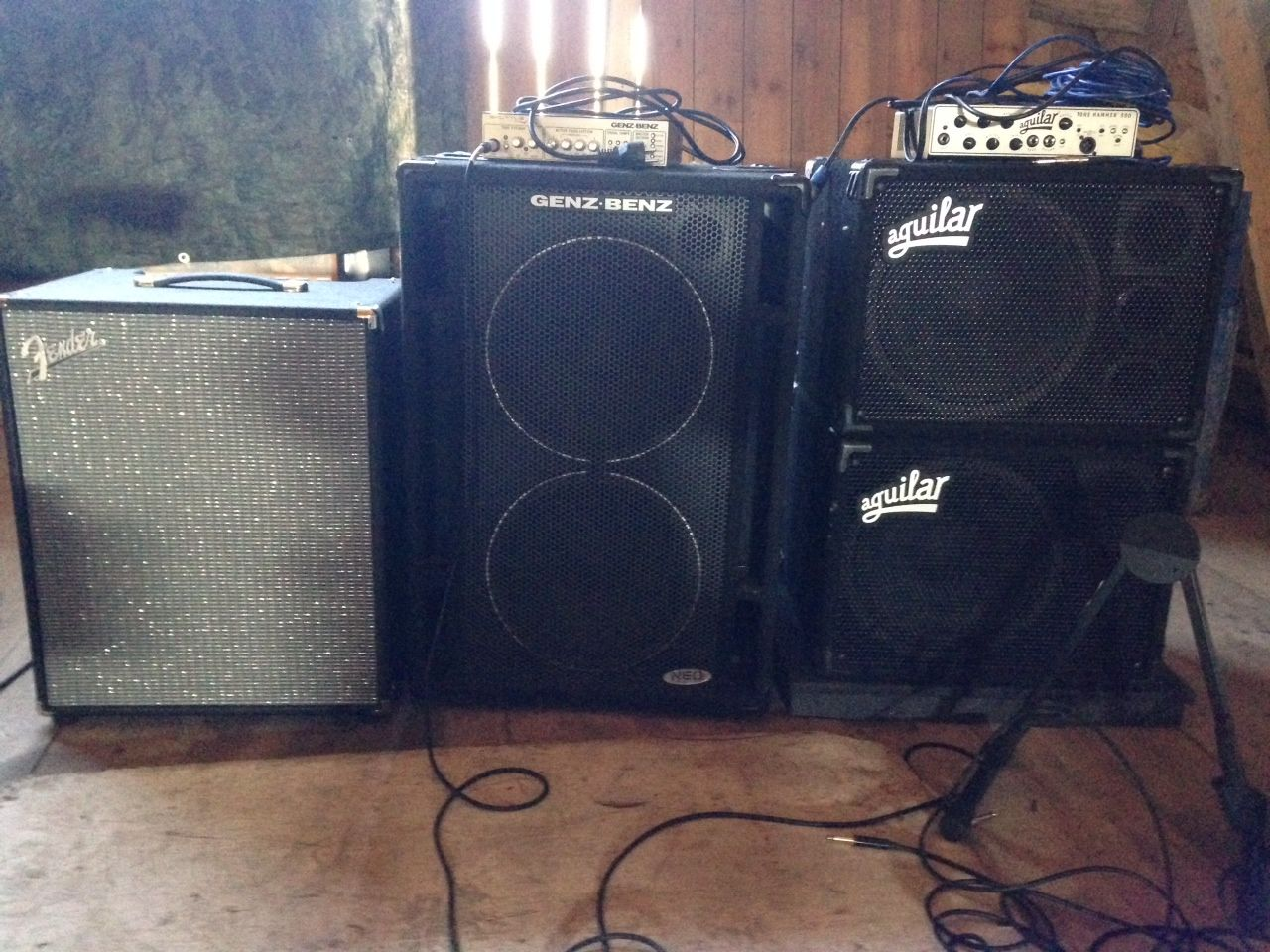
다양한 베이스 캐비닛. 왼쪽에서 오른쪽으로: 펜더 캐비닛, 젠츠 벤츠 캐비닛(및 앰프 헤드) 및 두 개의 아길라 캐비닛.

일부 베이시스트가 콤보가 아닌 "베이스 스택"을 선택하는 한 가지 이유는 별도 구성 요소 방식을 통해 베이시스트가 다른 공연이나 활동에 대해 다른 스피커 캐비닛을 사용할 수 있기 때문이다. 예를 들어, 경기장에서 연주하는 베이시스트는 이 공연에는 8x10인치 캐비닛을 사용할 수 있지만, 다음 날 나이트클럽 공연에는 4x10인치 캐비닛을, 스튜디오 녹음에는 1x12인치 캐비닛을 가져올 수 있다.
대형 스피커 캐비닛에는 운반을 용이하게 하기 위해 부착된 리프팅 핸들과 돌리 휠이 있을 수 있다.
1/4 입력 잭이 있는 스피커 캐비닛에는 일반적으로 두 개의 병렬 잭이 있어 앰프 헤드를 한 캐비닛에 연결하고 두 번째 캐비닛을 첫 번째 캐비닛에 연결하여 "데이지 체인" 방식으로 연결할 수 있다. 혼로드 트위터가 있는 캐비닛에는 종종 트위터를 제어하기 위한 감쇠기 노브가 있다.
베이스 캐비닛은 일렉 기타 앰프보다 더 두꺼운 목재 패널을 가지며, 종종 더 강력한 내부 보강재를 갖는다. 이는 저주파 사운드 출력으로 인해 베이스 캐비닛에서 더 자주 발생하는 원치 않는 캐비닛 버즈 또는 덜거덕거림의 가능성을 줄인다.
"개방형" 베이스 스피커 캐비닛은 저주파 톤을 명확하게 재현하는 데 구성이 어려움을 증가시키기 때문에 일반적이지 않다.

#### 헤드

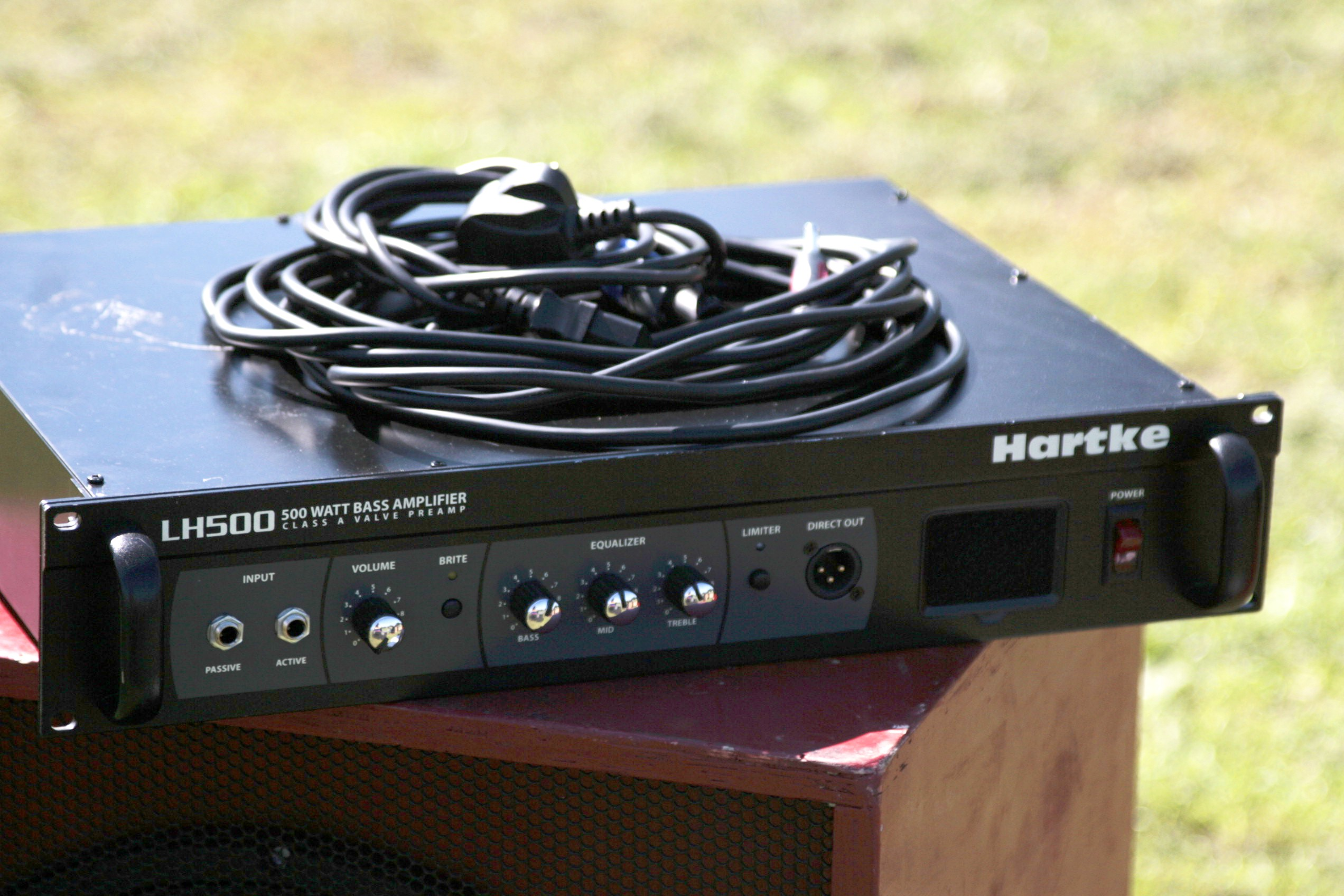
하트키 LH500 베이스 앰프 "헤드", 500와트 등급이다.

스피커가 없는 별도의 베이스 앰프는 종종 "헤드" 또는 "앰프 헤드"라고 불리며, 일반적으로 프리 앰프, 이퀄라이저 (베이스 및 트레블 컨트롤), 파워 앰프가 단일 장치에 결합된 통합 장치이다. 일부 베이시스트는 하나 이상의 프리앰프가 하나 이상의 파워 앰프를 구동하는 별도의 프리앰프/파워 앰프 설정을 사용한다. 후자의 예에서는 베이스 연주자가 베이스 전용 파워 앰프를 사용하거나 사운드 보강 시스템 파워 앰프를 사용할 수 있다. 베이스 앰프 헤드는 콤보 장치에서는 사용할 수 없는 고와트 전력 등급으로 제공된다. 예를 들어, 앰펙 SVT8-PRO 앰프 헤드는 2옴에서 2,500와트 RMS를 출력하며, 이는 가장 큰 8x10인치 캐비닛 및 가장 큰 공연장(경기장, 야외 축제 등)에 충분한 전력 레벨이다.
연주자가 별도의 프리앰프와 파워 앰프를 사용하는 경우, 사운드 보강 시스템 또는 PA 시스템을 위한 파워 앰프를 구입하거나 베이스 악기 전용으로 설계된 파워 앰프를 선택할 수 있다. 이러한 프리앰프와 파워 앰프는 19인치 랙 마운트 장치와 자체 목재 또는 금속 케이스가 있는 장치의 두 가지 형식으로 제공된다. 연주자가 랙 마운트 가능한 프리앰프와 파워 앰프를 사용하는 경우, 이러한 장치와 이펙터 (예: 오디오 압축기)는 19인치 랙 마운트 로드 케이스에 장착할 수 있다.

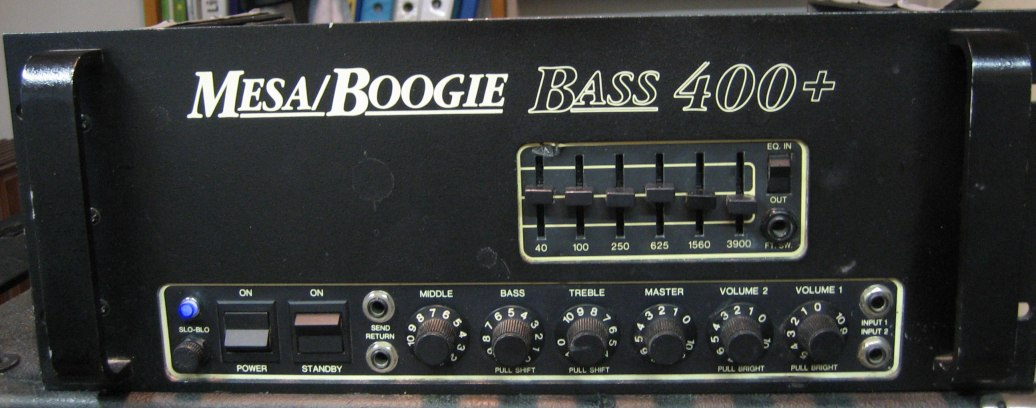
메사/부기 베이스 앰프 "헤드", 오른쪽에 그래픽 이퀄라이저 슬라이더가 보인다.

"베이스 스택" 방식은 베이시스트에게 원하는 대로 다양한 모델 및 브랜드의 프리 앰프, 그래픽 이퀄라이저, 파워 앰프, 스피커 캐비닛을 혼합하여 리그를 맞춤 설정할 수 있는 기회를 제공한다. 또한 콤보 앰프처럼 전체 리그를 작동 중단시키지 않고도 실패한 구성 요소를 개별적으로 교체할 수 있다.
앰펙의 SVT400-PRO와 같은 일부 전문가용 앰프 헤드는 오디오 크로스오버를 가지고 있으며, 이는 베이스 신호를 저음역 신호(1x15인치 또는 2x15인치 캐비닛과 같이 저음역 사운드에 적합한 캐비닛으로 라우팅될 수 있음)와 중음 및 고주파로 다른 캐비닛으로 분할하는 전자 필터이다(예: 혼 로드 트위터가 있는 2x10인치 또는 4x10인치 캐비닛). 크로스오버가 있는 앰프는 공장에서 미리 설정된 단일 크로스오버 포인트(예: 100 Hz)를 가질 수도 있고, 베이시스트가 베이스 신호를 저음 및 고음 신호로 분할하는 주파수를 선택할 수 있는 노브가 제공될 수도 있다. 조절 가능한 크로스오버 포인트가 있는 앰프는 베이시스트가 특정 공연장에 맞게 스피커 출력을 미세 조정할 수 있도록 한다.

## 앰프 기술
앰프는 진공관 (영국에서는 "밸브" 또는 "진공관") 또는 솔리드 스테이트 (트랜지스터) 기술을 기반으로 하거나, 일반적으로 튜브 프리 앰프와 트랜지스터 파워 앰프를 결합하여 두 기술을 모두 사용하는 하이브리드 설계일 수 있다.

### 튜브 증폭

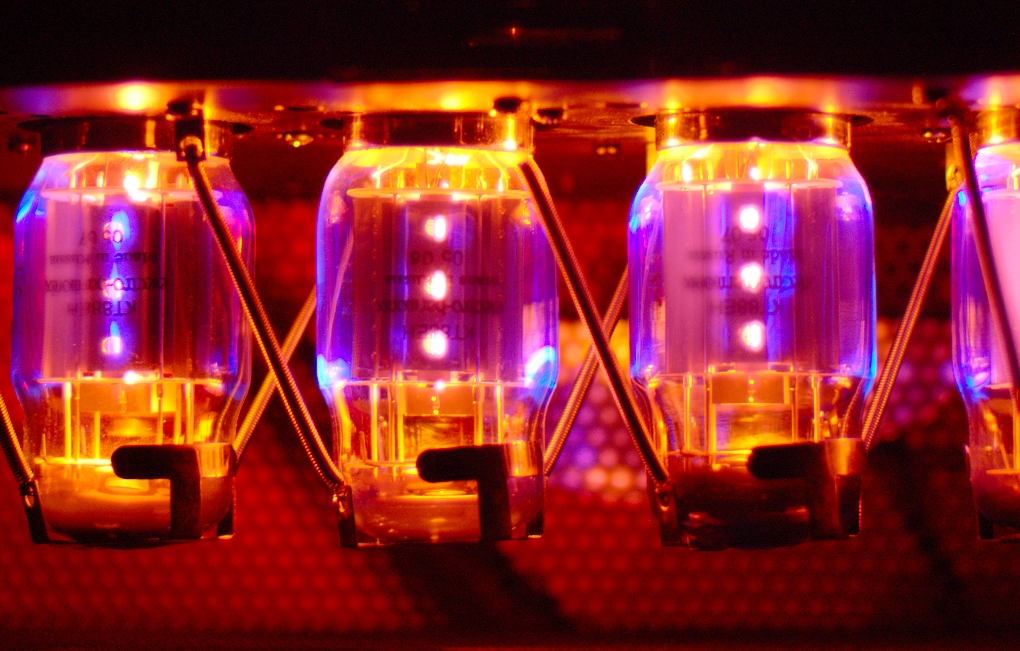
캐나다산 트레이너 YBA-200 베이스 기타 앰프 내부를 밝히는 4개의 "일렉트로 하모닉스 KT88" 브랜드 파워 튜브의 빛.

진공관은 1950년대부터 1970년대 초까지 제조된 베이스 앰프에서 지배적인 능동 전자 부품이었다. 베이스용 튜브 앰프는 효율성을 위해 거의 항상 클래스 AB1 토폴로지를 사용한다. 많은 베이시스트들은 튜브 앰프가 가볍거나 중간 정도로 구동될 때 솔리드 스테이트 앰프보다 "더 따뜻"하거나 더 "자연스러운" 사운드를 생성하며, 과구동될 때 더 만족스러운 왜곡 특성을 생성한다고 믿는다. 일부 연주자들은 튜브 앰프가 주어진 앰프 출력량에 대해 더 높은 인지된 소음 수준을 가진다고도 믿는다.
튜브 앰프는 솔리드 스테이트 앰프보다 더 많은 열을 발생시키지만, 튜브 앰프 제조업체 중 앰프 섀시에 냉각 팬을 포함하는 경우는 거의 없다. 일반적으로 적절한 냉각은 수동 대류에 의해 제공된다. 튜브 수명을 단축시키거나 음색 불일치를 유발하는 과도한 열을 방지하려면 적절한 공기 흐름이 필요하다.
튜브 앰프는 진공관 교체 및
전해 커패시터와 같은 솔리드 스테이트 트랜지스터 앰프보다 더 많은 유지보수가 필요하다. 튜브 앰프는 일반적으로 같은 전력의 트랜지스터 앰프보다 더 무겁다. 튜브는 유리로 만들어져 있기 때문에 튜브 앰프는 솔리드 스테이트 앰프보다 더 취약하다.

### 솔리드 스테이트 증폭

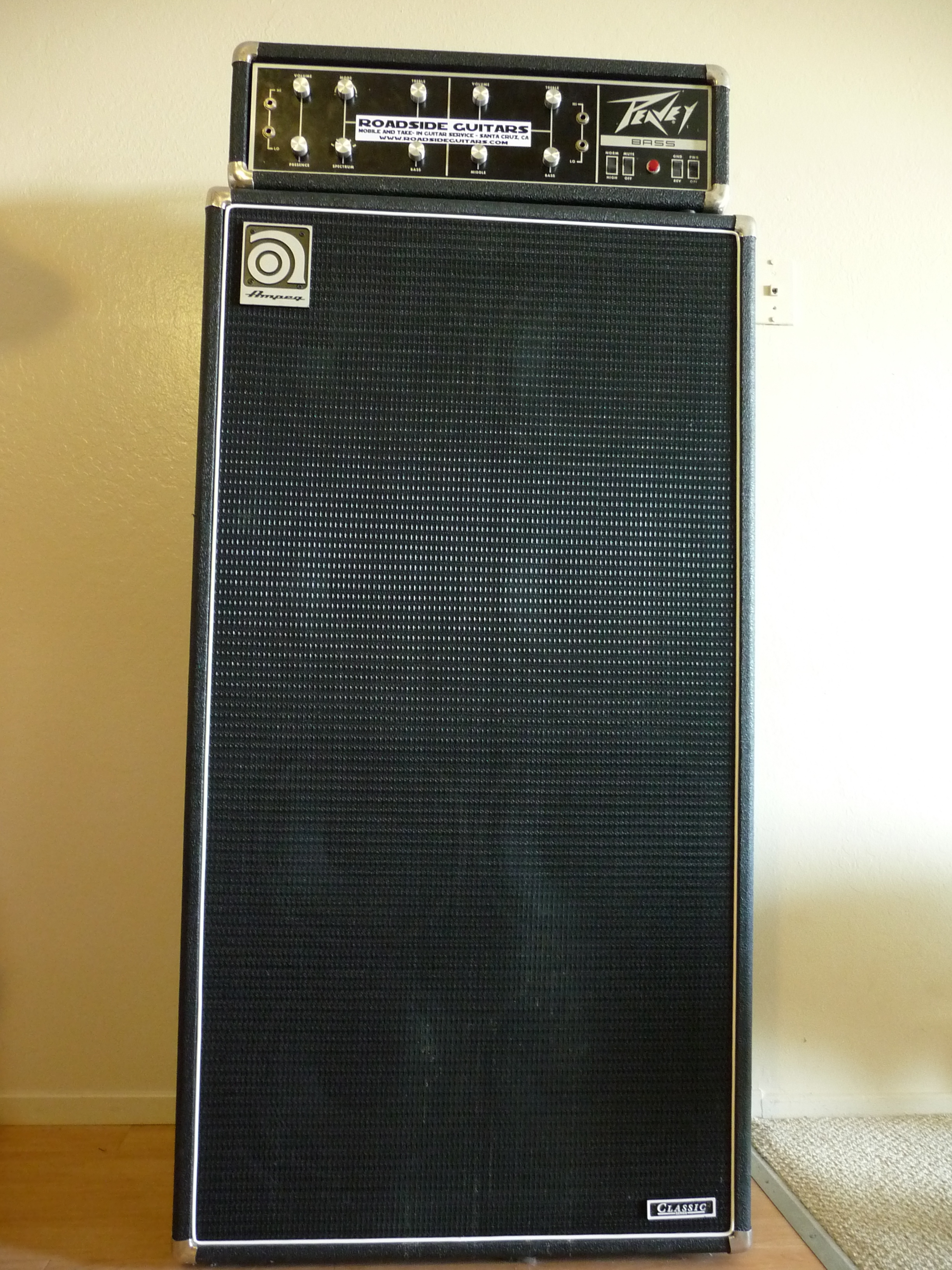
피비 베이스 앰프 헤드와 앰펙 8x10인치 스피커 캐비닛.

1960년대와 1970년대에 반도체 또는 트랜지스터 기반 앰프("솔리드 스테이트"라고도 함)가 인기를 얻기 시작했다. 이는 주어진 와트 수준과 기능 수준에서 솔리드 스테이트 앰프가 튜브 앰프보다 저렴하고 가벼우며 유지보수가 덜 필요하기 때문이다. 또한 트랜지스터 앰프는 튜브 앰프보다 더 신뢰성이 높고 덜 취약하다.
솔리드 스테이트 앰프의 출력 트랜지스터는 방열판이라고 불리는 금속 핀을 사용하여 열을 방출함으로써 수동으로 냉각될 수 있다. 고와트 앰프의 경우 팬이 종종 내부 방열판에 공기를 이동시키는 데 사용된다.

### 하이브리드
하이브리드 베이스 앰프 헤드는 일반적으로 튜브 프리 앰프와 솔리드 스테이트 파워 앰프를 결합한다. 이를 통해 플레이어는 두 앰프 기술의 장점을 모두 얻을 수 있다. 튜브 프리앰프는 플레이어에게 튜브 앰프 톤을 얻을 수 있는 능력을 제공하며, 튜브 애호가들은 솔리드 스테이트 (트랜지스터) 프리앰프보다 "더 따뜻하다"고 말한다. 또한 튜브 사용자는 프리앰프의 볼륨이 너무 높아 베이스 신호가 오버드라이브될 때 튜브 프리앰프가 더 듣기 좋고 자연스러운 톤을 갖는다고 말한다. 반대로 신호 "클리핑" 지점까지 밀린 솔리드 스테이트 프리앰프는 거칠게 들릴 수 있다. 일부 하이브리드 앰프 헤드는 바이패스 스위치가 있어 튜브가 고장나거나 기술적인 문제가 발생하면 튜브 프리앰프를 바이패스할 수 있다. 하이브리드 앰프 헤드에서 튜브 프리앰프 신호는 솔리드 스테이트 파워 앰프로 전송된다. 튜브 파워 앰프와 비교할 때 솔리드 스테이트 파워 앰프는 더 신뢰할 수 있고 유지보수가 덜 필요하며 덜 취약하고 가볍다. 따라서 하이브리드 튜브 프리앰프/솔리드 스테이트 파워 앰프는 베이스 플레이어에게 두 기술의 강점인 튜브 프리앰프 톤과 파워 앰프의 솔리드 스테이트 신뢰성을 제공한다.

### 와트와 볼륨의 힘

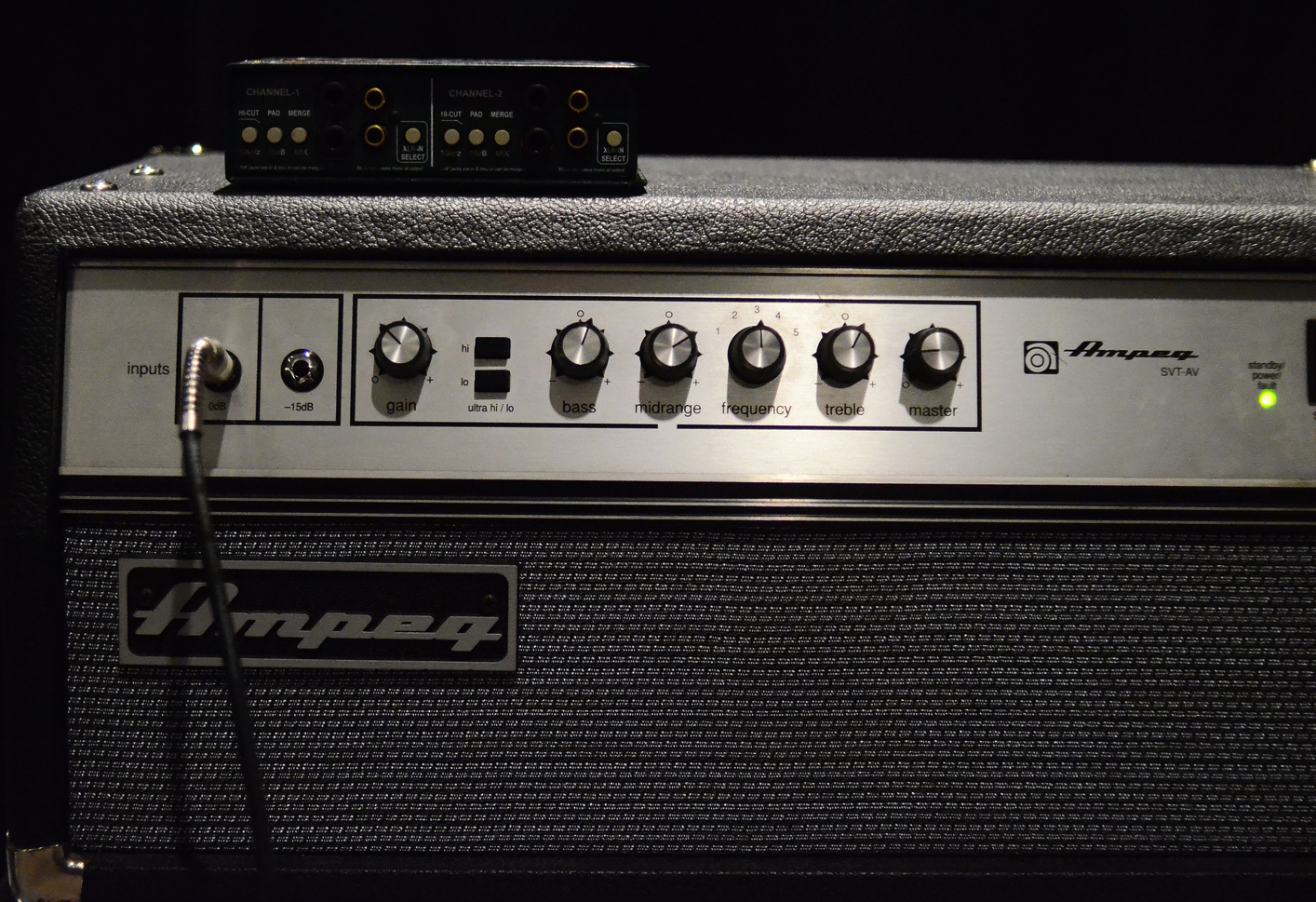
앰펙 SVT 앰프 헤드의 전면 패널 클로즈업.

앰프의 와트 단위 출력과 인지되는 볼륨(소음) 사이의 관계는 선형 관계가 아니다. 인간의 귀는 50와트 앰프를 5와트 앰프보다 단지 두 배 크다고 인지하며, 이는 와트 단위 출력에서 10배 증가했음에도 불구하고 그렇다. 앰프 출력을 두 배로 늘리면 볼륨이 "단지 약간" 증가하므로 100와트 앰프는 50와트 앰프보다 약간만 더 크다. 또한 인간의 귀는 높은 볼륨에서 자연적인 오디오 압축기처럼 작동하는 경향이 있다.
밴드에서 베이시스트는 일반적으로 일렉 기타 연주자의 3~4배 와트가 필요하다. 일렉 기타 연주자는 50와트 앰프가 리허설 및 중소 규모 공연장에 충분하다는 것을 알겠지만, 베이스 연주자는 일반적으로 최소 300와트 베이스 앰프, 즉 일렉 기타 앰프의 6배 출력이 필요하여 좋은 베이스 볼륨을 얻을 수 있다. "정기적으로 중소 규모 공연장에서 연주하는 더 고급 연주자는 일반적으로 300-700와트 출력을 생성하는 앰프를 사용한다." 일부 베이시스트는 같은 와트의 솔리드 스테이트 베이스 앰프보다 튜브 베이스 앰프가 더 크게 들릴 것이라고 믿는다.

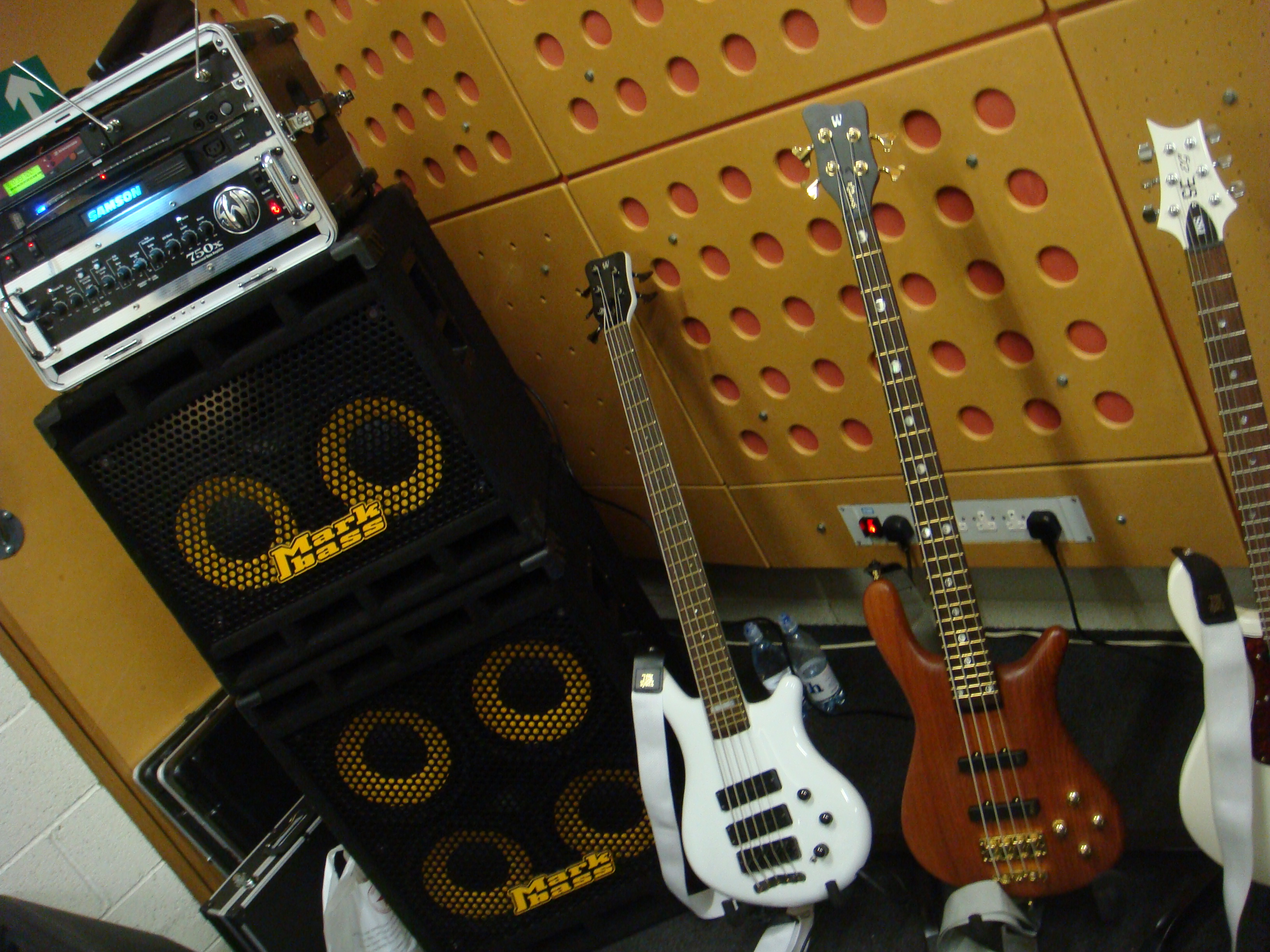
SWR 앰프 헤드가 마크 베이스 4x10인치 및 2x10인치 캐비닛 위에 놓인 베이스 스택.

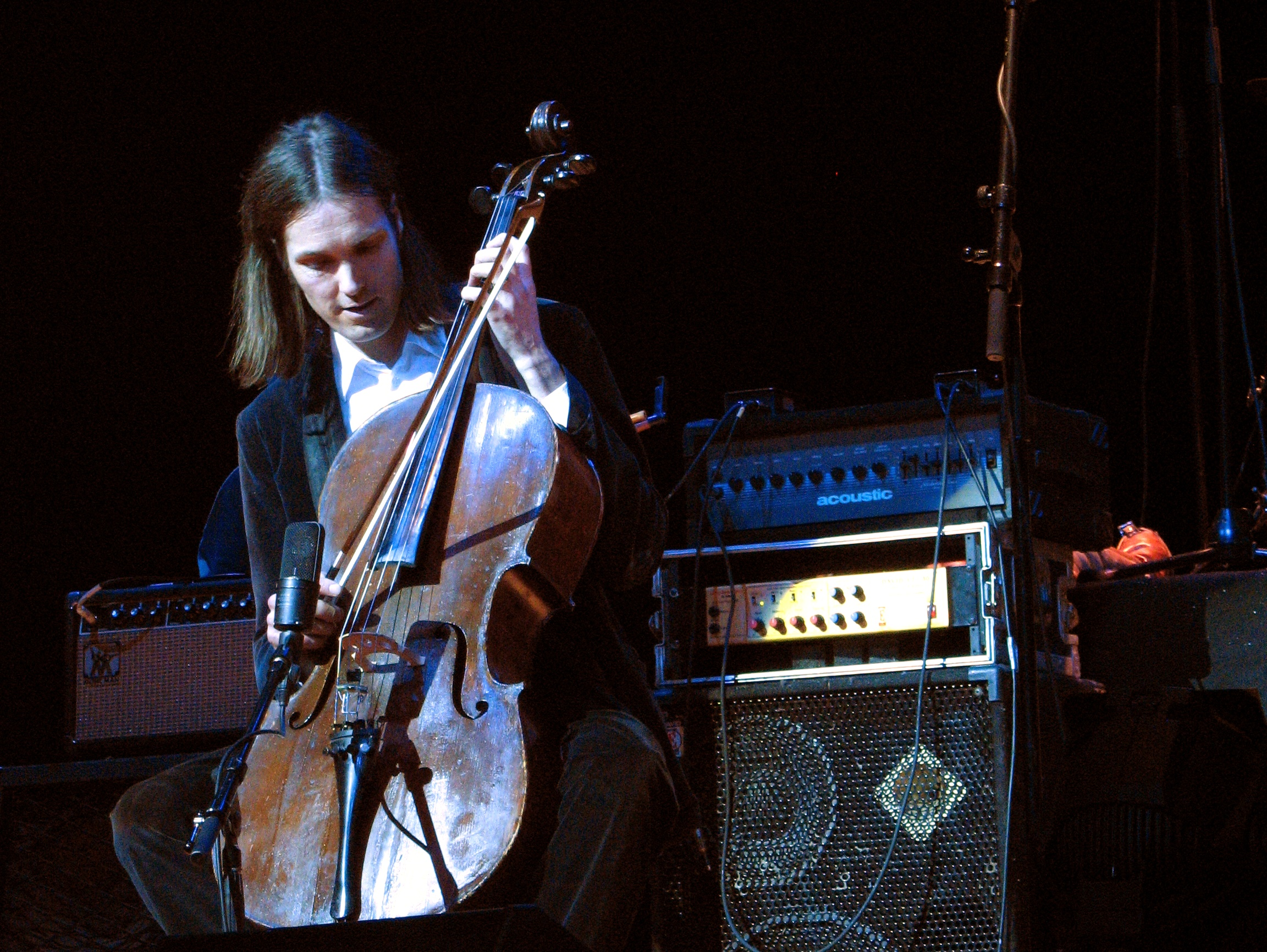
어쿠스틱 브랜드 앰프 헤드를 통해 첼로를 연주하는 돈 커.

#### 임피던스

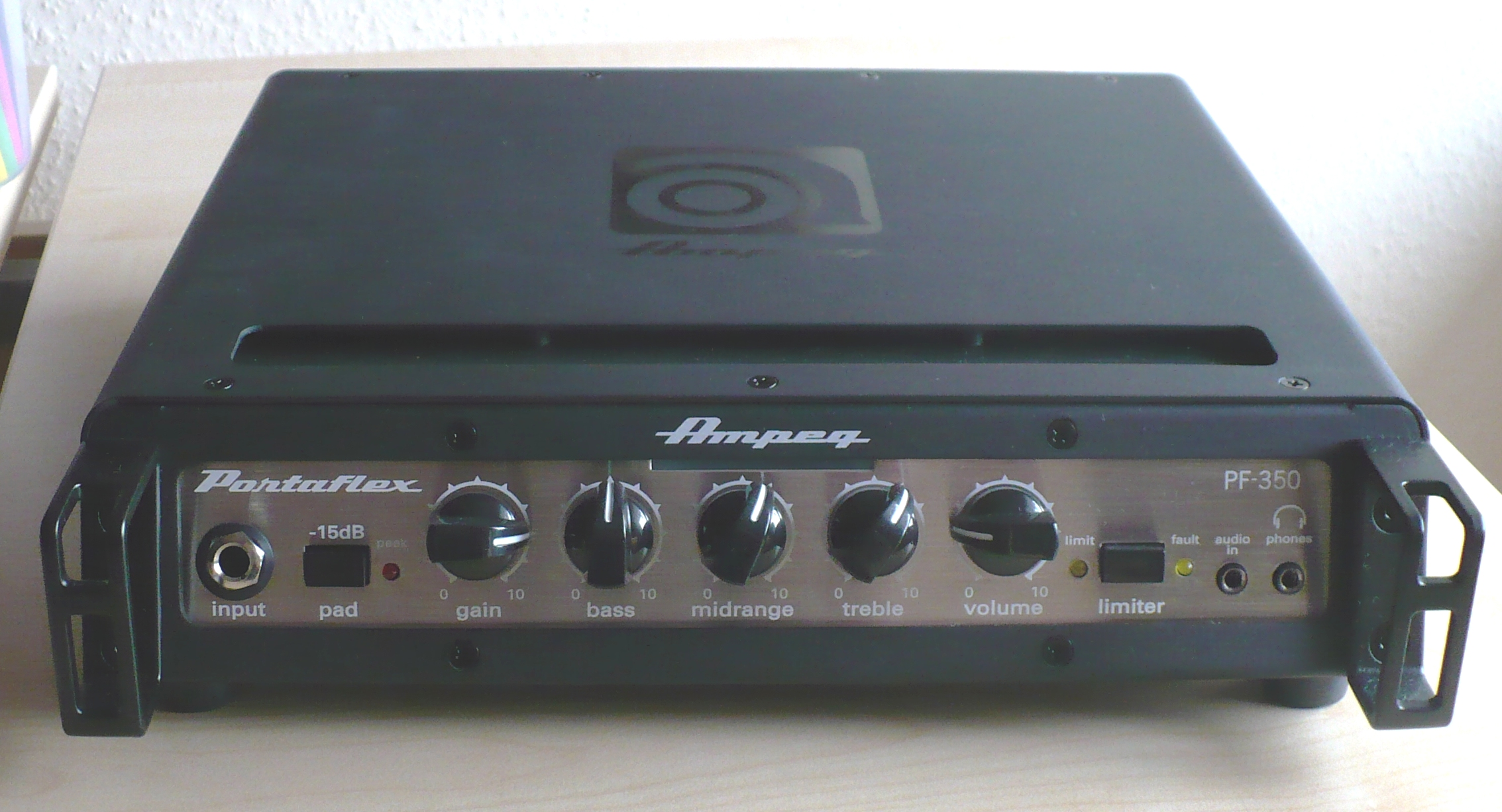
앰펙 포타플렉스는 작고 가볍지만 강력한 베이스 앰프 헤드이다. 한 손으로 휴대할 수 있을 만큼 작고 가벼우면서도 큰 베이스 스택을 구동할 만큼 강력하다.

스피커 캐비닛 또는 개별 스피커의 전력 처리 능력은 항상 특정 임피던스(전기 저항 측정)와 관련하여 주어진다. 베이스 스피커 시스템에서 가장 일반적인 임피던스 등급은 8옴 및 4옴이지만, 일부 장비는 2옴 또는 심지어 1옴까지도 드물게 등급이 매겨진다.

#### 전원 공급 장치
대부분의 최신 베이스 앰프는 전적으로 AC 메인 전력으로 구동된다. 저가 연습용 앰프는 AC 메인 플러그가 장치에 고정되어 있을 수 있다. 중가 및 고가 앰프는 일반적으로 탈착식 케이블과 플러그가 있어 교체가 간편하다.
대부분의 앰프는 단일 전압에서 작동하도록 설계되었다. 투어링 전문가를 위해 설계된 소수의 고가 베이스 앰프는 사용자가 선택할 수 있는 전압을 갖추고 있어 베이시스트가 북미와 유럽 전역에서 동일한 앰프를 사용할 수 있다.
소수의 소형 콤보 앰프는 AC 메인 전력과 배터리 전력 모두에서 작동할 수 있다. 이를 통해 베이시스트는 전원에 접근할 수 없는 곳(예: 길거리에서 버스킹)에서 연주할 수 있다. 배터리 구동식 앰프는 12볼트 입력이 있어 악어 클립으로 자동차 배터리에 연결할 수 있다.

## 스피커

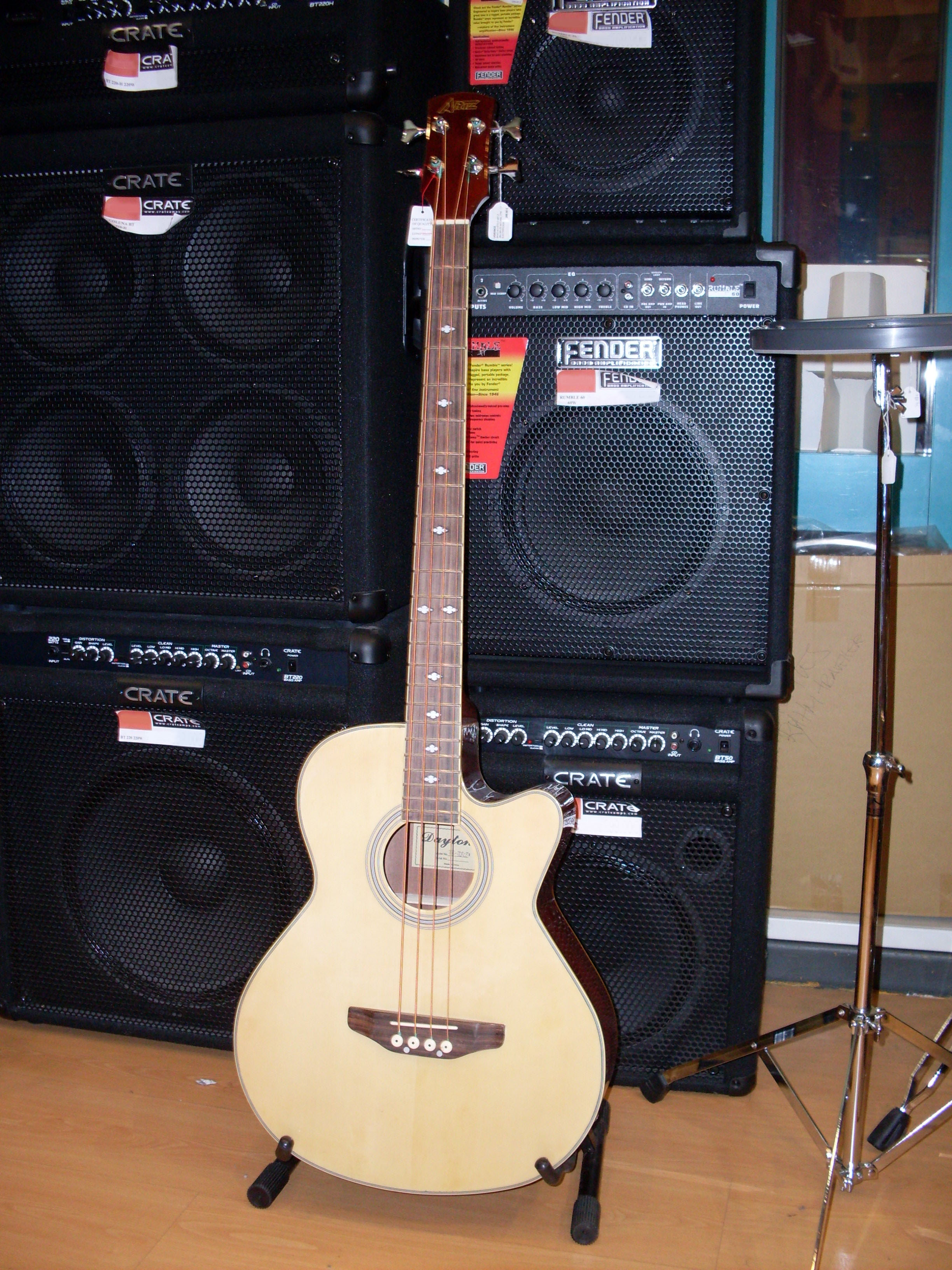
다양한 베이스 "콤보" 앰프와 스피커 캐비닛을 보여주는 음악 상점 전시.

콘트라베이스 또는 4현 일렉트릭 베이스의 가장 낮은 음은 E1으로, 중간 C에서 두 옥타브 아래(약 41 Hz), 5현 베이스는 B0(약 31 Hz)이다. 높은 음압 수준에서 낮은 주파수를 재생해야 한다는 요구 사항은 베이스 기타 앰프에 사용되는 대부분의 스피커가 대구경, 고강도 드라이버를 중심으로 설계된다는 것을 의미하며, 10인치, 12인치, 15인치가 가장 일반적이다. 덜 일반적으로 더 큰 스피커(예: 18인치) 또는 더 작은 스피커(예: 8개의 8인치 스피커를 포함하는 8x8인치 캐비닛)가 사용될 수 있다. 일반적으로 더 작은 스피커가 사용될 때 캐비닛에 두 개 이상 설치된다(예: 2x10인치, 4x10인치, 8x8인치). 12인치 스피커의 경우, 콤보 앰프와 캐비닛은 1x12인치와 2x12인치로 제공되며, 4x12인치 캐비닛은 덜 흔하게 보인다. 15인치 스피커의 경우, 콤보 앰프와 캐비닛은 일반적으로 1x15인치를 사용하지만, 2x15인치 및 심지어 4x15인치 캐비닛도 존재한다. 소수의 1x18인치 베이스 캐비닛이 판매된다(예: 트레이스 엘리엇).
10인치 스피커의 경우 가장 일반적인 콤보 앰프 및 스피커 캐비닛 구성은 2x10인치와 4x10인치이다. 스피커 캐비닛의 경우 2x10인치와 4x10인치가 가장 널리 사용되지만, 특히 시끄러운 록 장르에서는 경기장 콘서트에서 8x10인치 캐비닛이 사용된다. 10인치 스피커를 사용하는 다른 구성도 존재하지만 덜 일반적이다. 예를 들어 소수의 1x10인치 및 3x10인치 콤보 앰프와 스피커 캐비닛, 소수의 6x10인치 캐비닛이 있다. 베이스 스피커는 일반적으로 단단한 종이 콘으로 만들어진다. 하트케 콤보 앰프와 스피커 캐비닛은 콘이 종이로 만들어졌지만 가운데는 알루미늄으로 만들어졌다는 점에서 독특하다. 갤리언-크루거의 MB210-II 콤보 앰프는 세라믹 스피커를 사용한다.
더 작은 스피커 스펙트럼에서는 일부 소형 연습 콤보 앰프에 1x3인치, 2x5인치, 1x6.5인치, 1x8인치 스피커가 있다.
많은 제조업체는 장비 이름에 스피커의 개수와 크기를 약어로 사용한다. 두 개의 10인치 스피커가 있는 캐비닛은 "210"이라고 불릴 수 있다.
사용되는 다른 약어는 이름에 와트를 추가하는 것으로, 두 개의 12인치 스피커가 있는 500와트 야마하 콤보 앰프는 "야마하 212-500"이라고 불릴 수 있다.

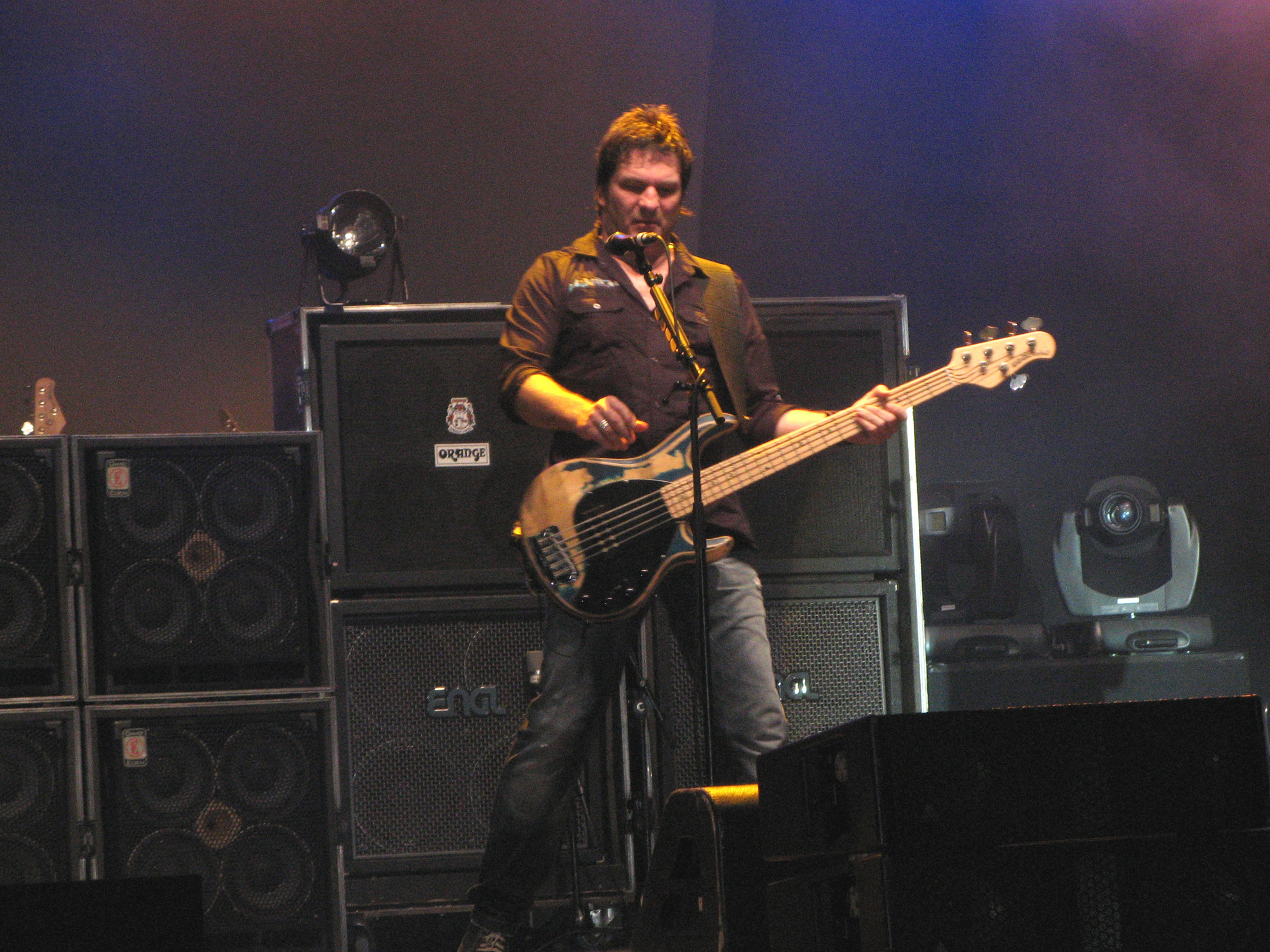
일부 장르에서는 베이시스트가 강력한 무대 사운드를 위해 많은 스피커 캐비닛을 사용한다.

더 강력한 저음을 원하는 베이시스트는 서브우퍼 캐비닛을 사용할 수 있다. 서브우퍼는 매우 낮은 주파수 재생에 특화되어 있으며, 일반적으로 최대 유효 고주파수는 약 150~200 Hz이므로 서브우퍼 캐비닛은 일렉트릭 베이스 또는 콘트라베이스의 전체 톤 범위를 얻기 위해 전체 범위 스피커 캐비닛과 짝을 이루어야 한다. 서브우퍼 캐비닛을 사용하는 베이스 기타 연주자로는 B0(약 31 Hz)과 C#0(17 Hz) 사이의 음을 포함하는 확장된 범위 베이스로 연주하는 연주자들과 매우 강력한 서브 베이스 응답이 사운드의 중요한 부분인 스타일(예: 펑크, 라틴, 가스펠, R&B 등)을 요구하는 베이시스트들이 있다.
무대 모니터링을 위해 서브우퍼를 사용하는 키보드 연주자로는 베이스 페달 키보드(저음 "C", 약 33 Hz까지 내려감)를 사용하는 일렉트릭 오르간 연주자들과 18 Hz만큼 낮은 저음역 부분을 연주하는 신디 베이시스트가 있다. 무대에서 증폭되는 모든 키보드 악기 중에서 신디사이저는 가장 낮은 음을 생성한다. 왜냐하면 전통적인 일렉트릭 피아노 또는 일렉트릭 오르간은 각각 가장 낮은 음이 저음 "A"와 저음 "C"이지만, 신디는 고정된 가장 낮은 옥타브가 없기 때문이다. 무대 모니터링을 위해 콘서트 사운드 서브우퍼를 사용하는 연주자들은 그들이 얻는 강력한 서브 베이스 사운드를 좋아할 수 있지만, 사운드 엔지니어들은 이것이 "프론트 오브 하우스" 서브 베이스 사운드를 방해하는 문제가 될 수 있다는 것을 발견할 수 있다.

### 캐비닛 디자인
높은 효율성(특히 저주파에서)과 컴팩트한 인클로저 크기 및 적절한 저주파 응답을 모두 결합하는 것은 일반적으로 불가능하다. 일반적으로 저주파 성능을 최대화하려면 더 큰 캐비닛 크기가 필요하다.

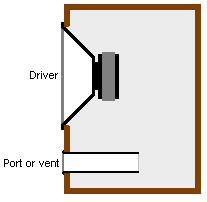
베이스 리플렉스 인클로저 개략도(단면도).

대부분의 베이스 스피커 캐비닛은 통풍 베이스 리플렉스 디자인을 사용하며, 이는 캐비닛에 잘라낸 포트 또는 통풍구와 조심스럽게 측정된 길이의 튜빙 또는 파이프를 사용하여 저주파 응답을 높이고 스피커 시스템의 효율성을 개선한다.
덜 일반적으로, 일부 베이스 스피커 캐비닛은 하나 이상의 패시브 라디에이터 스피커, 즉 보이스 코일이 없는 "드론 콘"을 사용하며, 이는 캐비닛의 저주파 응답을 개선하기 위해 일반 우퍼와 함께 사용된다. 패시브 라디에이터 스피커는 과도한 확장 위험을 줄이는 데 도움이 된다.
밀폐형 캐비닛을 사용하는 어쿠스틱 서스펜션 디자인은 덜 효율적이기 때문에 비교적 흔하지 않다. 일부 캐비닛은 베이스 리플렉스와 유사한 트랜스미션 라인 디자인을 사용하며, 드물게 일부 대형 캐비닛은 우퍼의 혼 로딩을 사용한다(예: 1960년대 후반의 Acoustic 361 18인치 스피커 캐비닛).
대부분의 베이스 콤보 앰프와 베이스 스피커 캐비닛은 "전방 지향"이며, 스피커와 혼(있는 경우)이 앞쪽을 향한다. 그러나 매우 낮은 음높이의 사운드는 무지향성이므로, 일부 콤보와 캐비닛에는 많은 홈 시어터 서브우퍼 캐비닛 디자인처럼 아래 또는 뒤쪽을 향하는 우퍼가 있다. 깊은 베이스 톤은 캐비닛에서 모든 방향으로 방사된다.
베이스 콤보 캐비닛과 스피커 캐비닛은 일반적으로 정육면체 또는 직사각형 모양이다. 일부 소형에서 중형 콤보 앰프 캐비닛은 키보드 앰프 또는 스테이지 모니터 스피커 캐비닛처럼 쐐기 모양이다. "록 백" 기능이라고도 하는 쐐기 모양은 베이시스트가 자신의 소리를 더 쉽게 들을 수 있도록 스피커를 자신 쪽으로 향하게 할 수 있다.

### 트위터

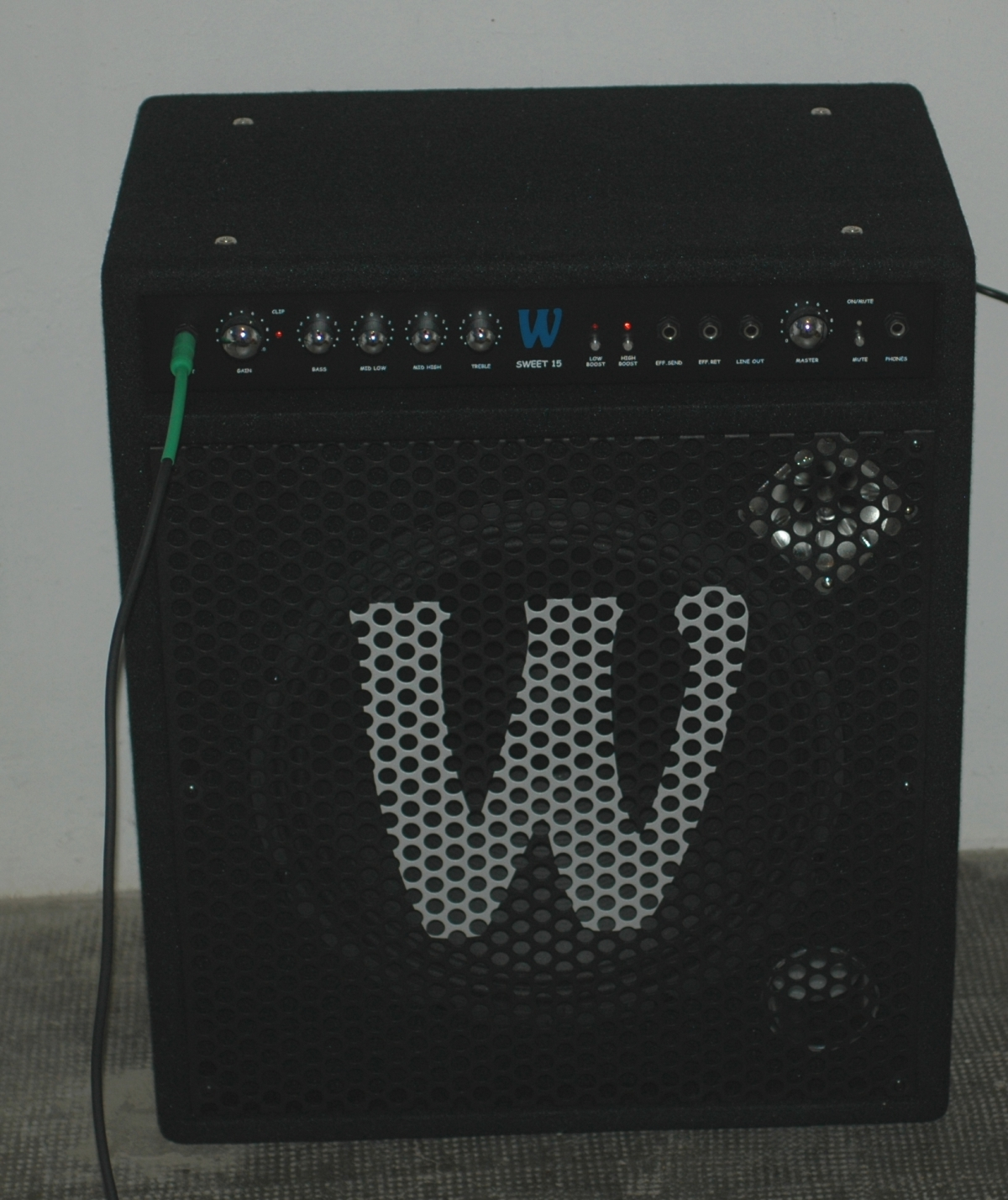
A 150-watt "combo" bass amp with a horn-loaded tweeter (in the top right of the speaker cabinet).

높은 주파수 트위터는 일반적으로 혼으로 로드된 것으로 일부 베이스 악기 스피커 캐비닛에 포함되어 있다.
1980년대 초, 일부 연주자들은 15인치 우퍼, 통풍 미드레인지 드라이버 및 혼/드라이버가 포함된 2방향 또는 3방향 캐비닛을 사용하기 시작했으며, 오디오 크로스오버는 신호를 적절한 드라이버로 보냈다. 접힌 혼 베이스 기타 장비는 크기와 무게로 인해 드물게 남아 있다. 또한 1990년대 이후 대부분의 클럽에는 베이스 기타의 낮은 범위를 처리할 수 있는 서브우퍼가 포함된 PA 시스템이 있다. 1990년대에 전통적인 베이스 기타 앰프에서 트위터의 더 일반적인 사용은 베이시스트가 악기의 높은 범위를 강조하는 효과를 사용하고 더 솔로적인 연주 스타일을 수행하는 데 도움이 되었다.
같은 캐비닛의 혼과 스피커는 때때로 별도로 배선되어 별도의 앰프에 의해 구동될 수 있다. 바이앰프 시스템과 별도로 배선된 캐비닛은 베이시스트가 스피커에 오버드라이브된 저음역 사운드를 보내고 혼에 선명하고 왜곡되지 않은 고음역 사운드를 보낼 수 있도록 했다.
1960년대 이후, 일부 베이시스트는 베이스를 일렉 기타 기타 앰프와 베이스 앰프 모두에 연결하여 유사한 결과를 얻었다. 이 접근 방식은 크로스오버를 사용하지 않지만, 일렉트릭 기타 앰프는 약 80Hz까지의 음만 생성하므로 기타 앰프는 중음역에서 고음역을 재생하고 베이스 앰프는 저음역을 재생한다. 이 배치로 인해 왜곡 및 기타 효과는 베이스 앰프 톤의 견고성에 영향을 미치지 않고 기타 앰프에 적용할 수 있다.
일부 베이스 앰프 콤보에는 저주파 우퍼의 중앙에 부착된 "위저 콘"이 있다. 위저 콘은 더스트 캡과 크기는 거의 같지만, 미니어처 스피커 콘처럼 보인다. 이것은 우퍼에 비해 너무 높은 상위 주파수를 처리한다.

## 컨트롤, 잭, 표시등 LED

### 컨트롤
베이스 앰프에는 두 가지 주요 유형의 컨트롤이 있다: 스위치와 회전 노브. 가장 간단하고 저렴한 연습용 앰프와 콤보 앰프에는 "켜짐/꺼짐" 스위치, 볼륨 노브, 베이스 및 트레블 컨트롤 노브와 같은 몇 개의 스위치와 노브만 있을 수 있다. 중가 모델에는 추가 톤 컨트롤(예: 하나, 두 개 또는 세 개의 "중음" 컨트롤과 매우 높은 주파수를 위한 "프레젠스" 노브) 및 "게인", "프리 앰프"(또는 "프리앰프"/"프리"), 또는 "드라이브"(오버드라이브의 약어) 컨트롤이라는 두 번째 유형의 볼륨 노브가 추가될 수 있다. 고급 앰프에는 다양한 이퀄라이저 노브와 게인 스테이지가 표준이다. 앰프에 하나 이상의 프리앰프 또는 게인 노브가 있는 경우 두 번째 볼륨 노브는 "마스터", "볼륨" 또는 "포스트"라고 불릴 수 있다.
일렉 기타용 앰프는 베이스 앰프보다 여러 "채널"을 가질 가능성이 높지만, 일부 베이스 앰프에도 채널이 있다. 각 채널마다 자체 게인, 이퀄라이저 및 볼륨 노브를 제공함으로써 베이시스트는 다양한 설정(예: 반주 부분 연주를 위한 설정 및 베이스 솔로 연주를 위한 솔로 베이스 설정)을 미리 설정할 수 있다. 헤비 메탈 밴드에서는 베이시스트가 공격적인 오버드라이브 설정과 발라드를 위한 "클린" 사운드 채널을 갖도록 멀티 채널 앰프를 사용할 수 있다.

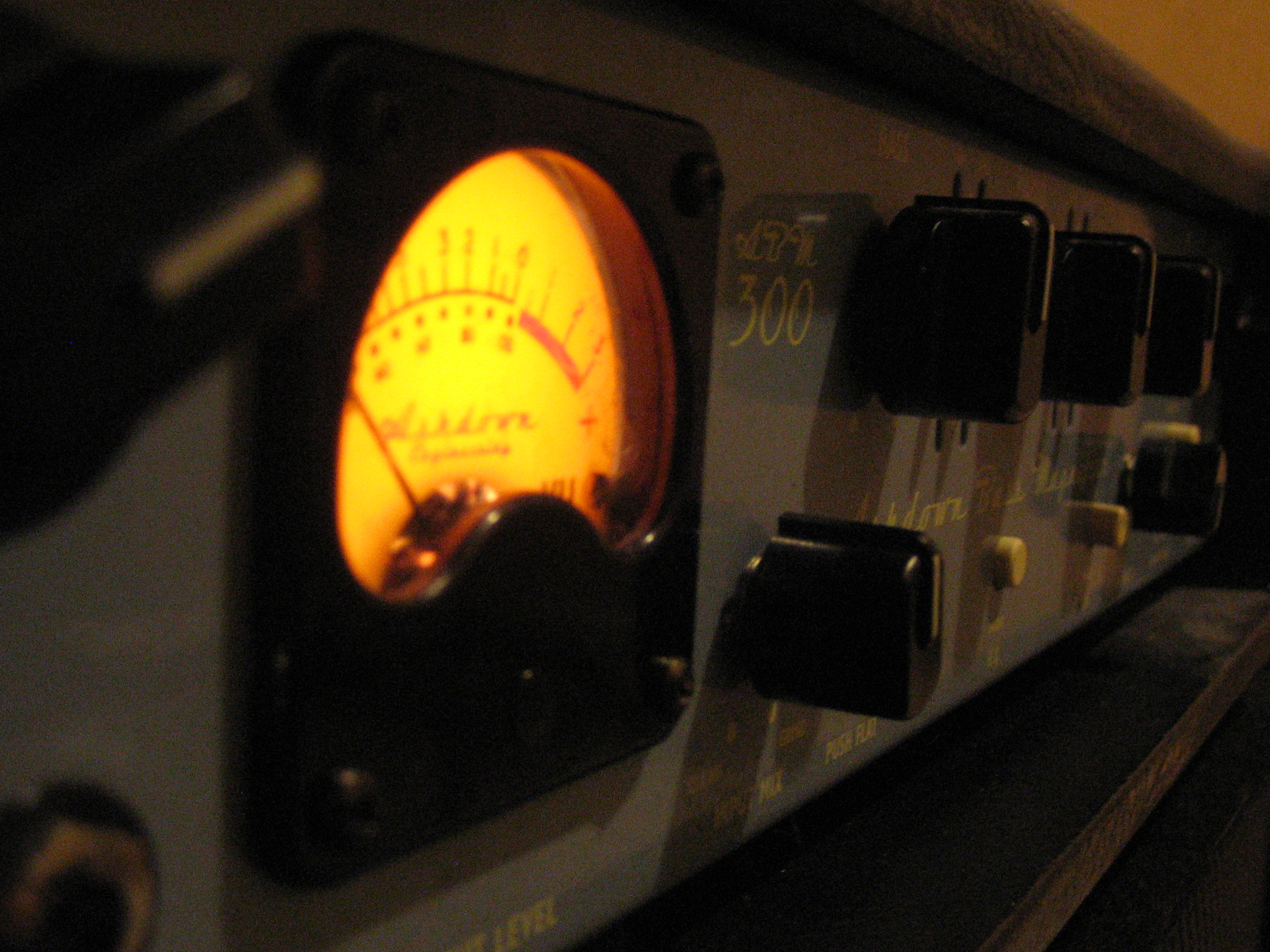
애쉬다운 베이스 앰프의 특이한 기능은 입력 신호 레벨을 나타내는 바늘이 있는 VU 미터이다(사진은 애쉬다운 ABM-300).

일부 앰프에서는 "게인" 또는 "드라이브" 컨트롤을 특정 설정 이상으로 설정하면 오버드라이브 효과가 발생한다. 이는 프리앰프(또는 튜브 앰프의 프리앰프 튜브)를 과부하 시키는 자연스러운 효과 때문이거나 왜곡 효과가 켜져 있기 때문일 수 있다. 진공관 앰프는 일반적으로 "켜짐/꺼짐" 스위치 외에도 "대기" 스위치가 있다. 컨트롤은 일반적으로 캐비닛 상단 근처 앰프 전면에 장착되며, 종종 노브는 나무 캐비닛 밖으로 돌출되지 않도록 오목하게 들어가 운송 중 노브를 보호한다. 앰프 "헤드"에는 운송 중 노브를 보호하기 위해 보호 금속 U자형 돌출부가 사용될 수 있다. 일부 앰프, 특히 롤랜드 모델에서는 노브와 스위치가 앰프 상단 표면 후면에 있을 수 있다. 다시 말하지만, 노브는 일반적으로 나무 캐비닛 상단 아래로 오목하게 들어가 보호한다.
중고가 앰프에는 "브라이트 부스트", "딥 부스트" 또는 "미드 스쿠프" 스위치와 같이 주파수 범위의 일부를 증폭하거나 줄이는 다른 스위치(일부 앰프에서는 기존 회전 노브를 당겨 켜는)가 있을 수 있다. 온보드 오디오 압축기 또는 리미터가 있는 앰프(스피커를 갑작스러운 볼륨 피크 및 파워 앰프 클리핑으로 인한 손상으로부터 보호하는 데 사용)는 효과를 켜는 온/오프 스위치만 있거나(저가에서 중가 앰프와 같이), 베이스 톤에 적용되는 압축 양을 제어하는 하나 이상의 노브(일반적으로 비율 및 임계값 노브 또는 단일 노브)가 있을 수 있다. 일부 2000년대 앰프에는 전자 튜너와 음소거 버튼이 있어 노래 사이 휴식 시간 동안 볼륨 설정을 변경할 필요 없이 튜닝 소리를 음소거할 수 있다. 일부 앰프에는 베이시스트가 여러 주파수 대역을 제어할 수 있는 그래픽 이퀄라이저를 제어하기 위한 수직 슬라이더가 제공될 수 있다.
XLR DI 출력 잭이 있는 전문가용 고가 앰프에는 "접지 리프트" 스위치(웅웅거리는 접지 루프 발생 시 사용), DI 출력 레벨 제어 노브, PA 또는 녹음 믹싱 보드로 보내지는 DI 출력 신호가 앰프의 내부 프리앰프 및 이퀄라이제이션 회로 전후에 있는지 여부를 결정하는 스위치도 있을 수 있다. 프리/포스트 스위치는 베이시스트가 오디오 엔지니어에게 자신의 베이스에서 나오는 신호만 보낼지, 또는 자신의 앰프 설정에 의해 프리앰프 및 이퀄라이제이션된 후의 신호를 보낼지 결정할 수 있도록 한다. 일부 고가 앰프에는 일부 주파수 범위(일반적으로 중간 주파수 범위)를 위한 파라메트릭 이퀄라이저(또는 세미 파라메트릭 이퀄라이저)가 있을 수 있으며, 이는 다양한 스타일이나 공연장에 맞게 베이스 톤을 수정하는 데 사용할 수 있다. 일부 베이스 앰프에는 "핫" 신호(악기에 내부 프리앰프가 있는 베이스 등)를 감쇠하는 데 사용할 수 있는 15 또는 20dB 패드가 있다(앰프 모델에 따라 일부 브랜드는 "패드"를 제공하는 대신 두 개의 입력(하이 및 로우 게인)을 제공할 수 있다). 이 패드는 버튼을 사용하여 켤 수 있다. 일부 베이스 앰프에는 40dB 패드라는 훨씬 더 강력한 패드가 있다.
일부 베이스 앰프에는 베이스 이펙트와 같은 온보드 베이스 코러스 또는 멀티 이펙트 유닛(서브 옥타브 생성기, 코러스, 잔향, 퍼즈 베이스 등)을 제어하는 노브와 같은 추가 컨트롤이 있을 수 있다. 일부 2000년대 앰프에는 디지털 앰프 또는 스피커 에뮬레이션 설정을 제어하는 노브가 있을 수 있다(예: 거대한 8x10인치 스피커 스택 또는 유명 제조사(앰펙 SVT 등)의 빈티지 진공관 앰프 톤을 에뮬레이션).

### 입력 및 출력 잭

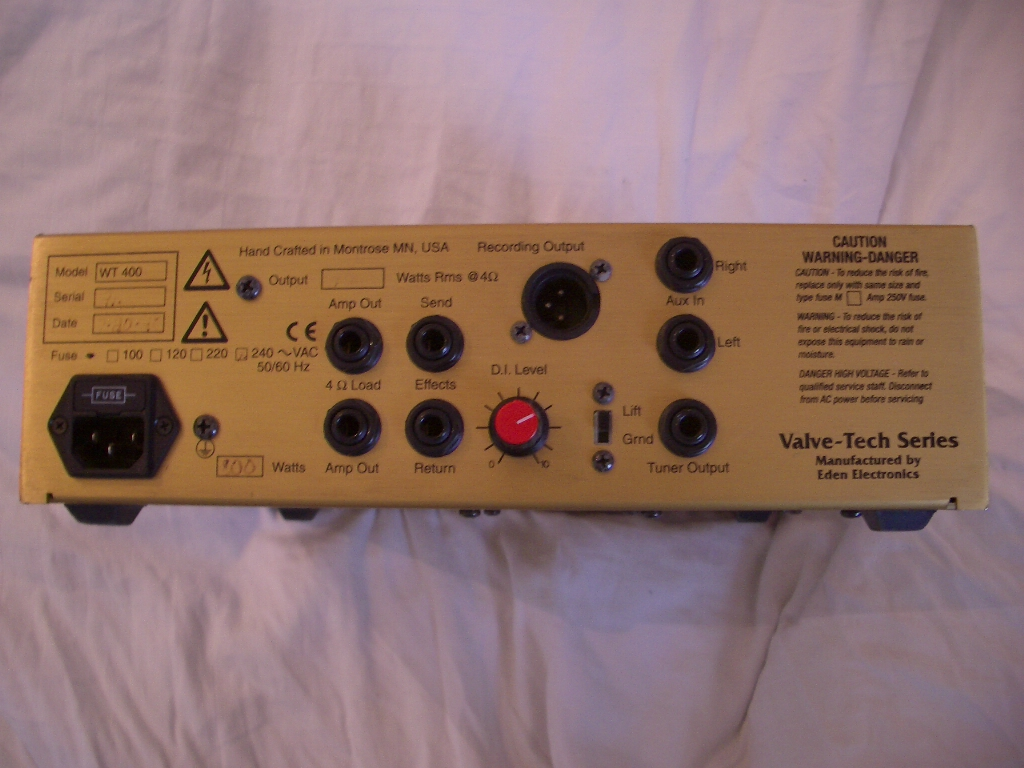
Eden WT-400 Traveler Plus 앰프 헤드의 후면부. 스피커 출력을 위한 1/4인치 잭, 필요한 경우 두 번째 앰프에 연결하기 위한 1/4인치 신호 출력 잭, 이펙트 루프 생성을 위한 "send" 및 "return" 잭, DI 출력, 보조 좌우 입력 및 튜너 출력 잭이 보인다.

베이스 앰프는 앰프의 가격과 목적에 따라 다양한 입력 및 출력 잭을 제공한다. 가장 저렴한 연습용 앰프는 단일 1/4인치 입력 잭만 있고 출력 잭이 없을 수 있다. 일부 연습용 앰프 및 소형 콤보 앰프는 MP3 플레이어 또는 CD 플레이어를 베이스 앰프에 연결하기 위한 RCA 또는 1/8인치 입력이 있어 녹음과 함께 연습하기 쉽다. 일부 앰프에는 악기에 내부 프리앰프가 있는 베이스용 고게인 입력이 있다. 고게인 입력은 패드(감쇠기)를 통해 라우팅된다. 앰프에는 일반 베이스용 감쇠되지 않은 저게인 입력도 있을 수 있다.

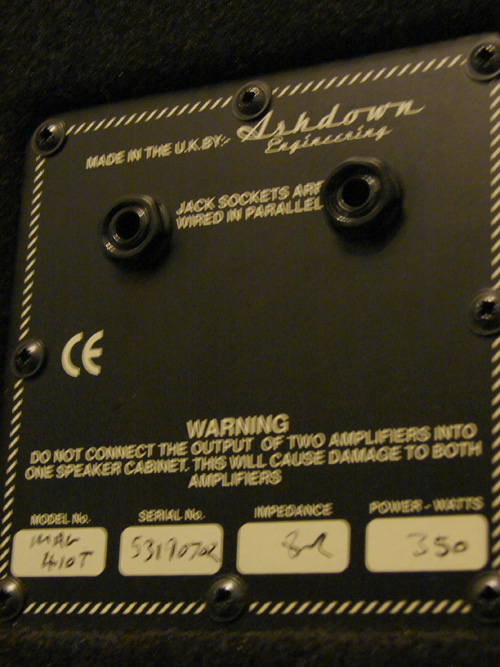
애시다운 4x10인치 스피커 캐비닛의 후면 잭 플레이트에는 스피커 캐비닛에 일반적으로 제공되는 병렬 스피커 케이블 잭이 보인다.

저가 앰프에는 프리앰프 출력이 있을 수 있다. 전문 연주자용으로 사용하도록 설계된 베이스 앰프에는 PA 시스템 또는 녹음 설정의 믹싱 보드에 직접 연결할 수 있는 XLR DI 출력이 있을 수 있다. 일부 베이스 앰프에는 1/4인치 헤드폰 출력 잭이 있어 베이스 앰프를 무음 연습에 사용할 수 있다. 헤드폰이 연결되면 스피커로 가는 앰프는 일반적으로 자동으로 꺼진다. 전문가용으로 설계된 고가 앰프에는 종종 "프리앰프 출력" 및 "파워 앰프 입력" 잭이 있어 이펙트 루프를 만드는 데 사용할 수 있다. 파워 앰프 입력 잭은 외부 프리앰프 페달을 연결하는 데도 사용할 수 있으며, 이 경우 앰프의 온보드 프리앰프 및 EQ 섹션을 바이패스한다.
일부 베이스 앰프에는 드럼 머신, 키보드 베이스 또는 신시사이저를 연결하기 위한 보조 입력 잭이 있다. 일부 베이스 앰프에는 외부 스피커 출력 잭도 있다.
여러 개의 입력 및 출력 잭이 있는 일부 앰프에서는 잭이 패치 베이에 통합될 수 있다. 일부 앰프에는 발로 작동하는 스위치 입력 잭이 있어 효과를 켜거나 솔로 채널로 전환하는 데 사용할 수 있다. 일부 앰프에는 외부 전자 튜너로 악기 신호를 보내는 "튜너 출력" 잭이 있다.
베이스 스피커 캐비닛에는 종종 두 개의 1/4인치 잭이 있다. 이 잭은 한 개의 스피커 케이블을 첫 번째 잭에 연결하고 파워 앰프에 연결하기 위해 제공된다. 베이시스트가 두 번째 캐비닛을 사용하려면 두 번째 스피커 케이블을 두 번째 잭에 연결한 다음 두 번째 스피커에 연결한다.
콘트라베이스용으로 설계된 소수의 베이스 앰프에는 압전 픽업용 1/4인치 입력과 베이스에 장착된 콘덴서 마이크용 XLR 입력, 그리고 두 신호를 결합하기 위한 간단한 믹서가 있다. 이는 아래에 설명되어 있다.

### 표시등 LED

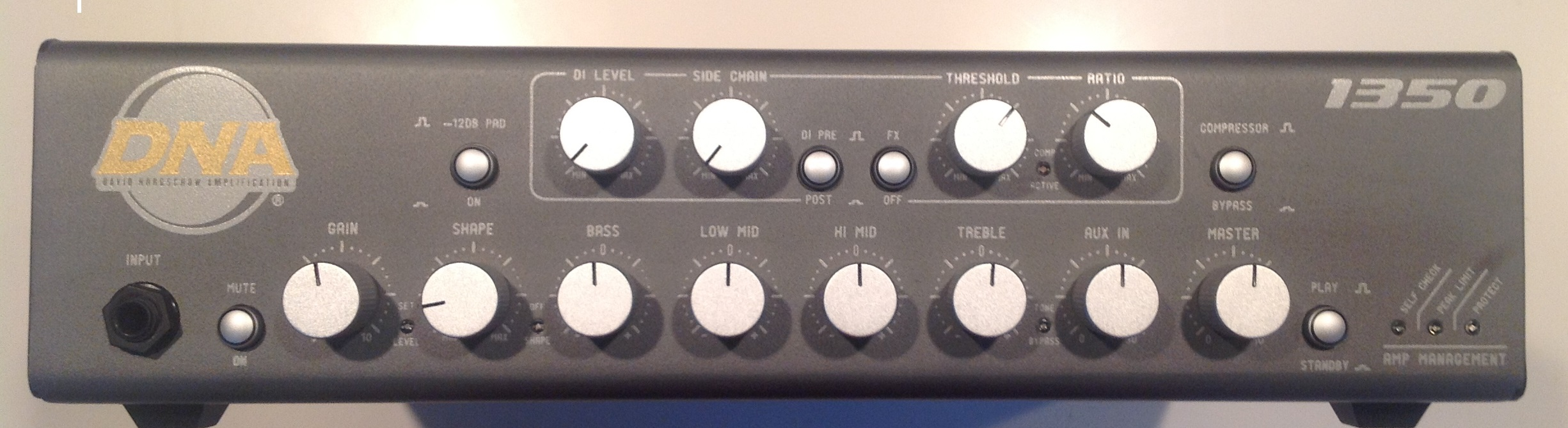
DNA-1350 앰프 헤드; 앰프 상태를 나타내는 오른쪽에 있는 세 개의 표시등 LED가 보인다.

가장 저렴한 연습용 앰프와 기본 콤보 앰프에는 앰프의 전원이 켜져 있음을 나타내는 단일 표시등인 LED만 있을 수 있다.
더 비싼 앰프에는 악기에서 신호가 있을 때, 리미터 또는 이와 유사한 스피커 보호 기능이 활성화될 때, 클리핑이 발생할 때, 또는 앰프가 대기 모드일 때를 나타내는 LED가 추가될 수 있다.

## 콘트라베이스 증폭

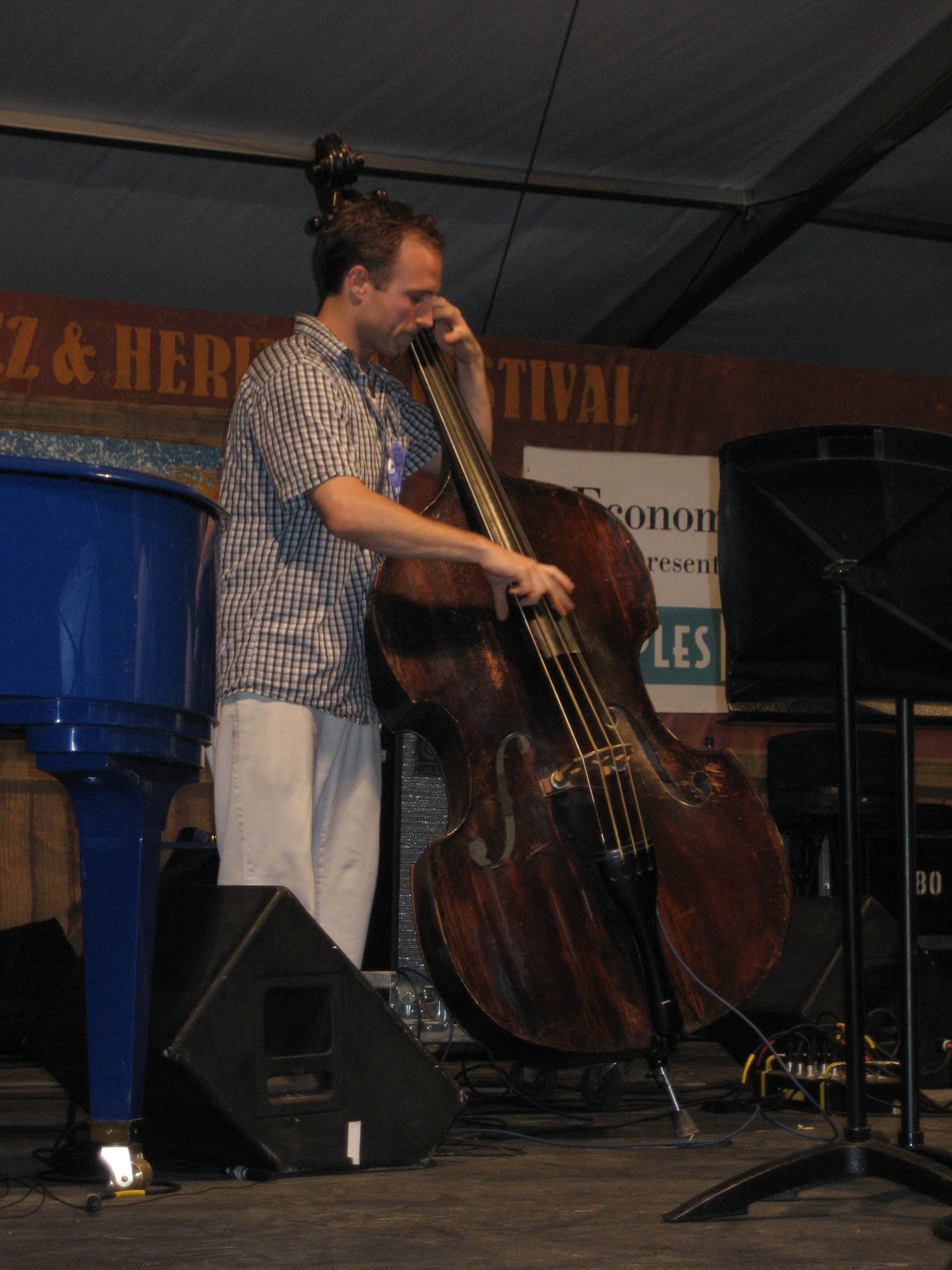
콘트라베이스로 공연하는 재즈 베이시스트는 악기의 자연스러운 볼륨을 증강하기 위해 앰프와 스피커를 사용한다.

거의 모든 베이스 앰프는 마그네틱 픽업이 있는 일렉트릭 베이스용으로 설계되었다. 콘트라베이스의 신호는 보통 브릿지에 장착되거나 브릿지 발 아래에 장착된 압전기 픽업에서 나온다. 이 픽업은 신호가 베이스 앰프에 전송되기 전에 프리 앰프 또는 프리앰프가 장착된 DI 박스가 필요하다. 프리앰프는 픽업 신호의 온저항이 앰프의 임피던스와 일치하도록 도와 톤을 개선한다. 일부 프리앰프에는 톤을 수정하는 데 사용할 수 있는 이퀄라이저도 있다.
전통 블루스, 로커빌리, 사이코빌리 재즈, 포크, 블루그래스와 같이 베이스가 슬랩되는 장르에서 연주하는 콘트라베이스 연주자는 현이 지판에 다시 튕겨 나갈 때까지 당기거나 현을 치는 방식으로 압전 변환기가 수음한 사운드를 브릿지에 장착된 작은 콘덴서 마이크가 수음한 사운드와 믹싱한다. 마이크는 바디에서 나오는 공명과 현이 플럭킹, 보잉 또는 슬랩되는 소리를 수음한다. 두 사운드 신호는 간단한 믹서를 사용하여 혼합된 다음 앰프로 라우팅된다.
많은 콘트라베이스 연주자들이 콤보 앰프를 사용하는 반면, 사이코빌리와 같이 높은 무대 볼륨을 사용하는 장르(펑크-로커빌리 장르)의 베이시스트들은 "베이스 스택"을 사용한다. 일부 재즈 베이시스트와 소규모 공연장에서 연주하는 다른 베이시스트들은 어쿠스틱 이미지 콤보 앰프와 같은 전문적이고 값비싼 콘트라베이스 앰프를 사용한다.
더 큰 증폭 톤(기본 주파수 강조)이 선호되는 장르에서 연주하는 콘트라베이스 연주자는 오디오 피드백을 만날 수 있다. 콘트라베이스의 피드백은 일반적으로 스피커를 손상시킬 수 있는 날카롭고 갑작스러운 고음량 "하울링" 소리로 나타난다. 공명 바디가 있는 어쿠스틱 악기는 마이크 및 압전 변환기 픽업으로 증폭될 때 피드백 문제가 발생하기 쉽다. 어쿠스틱 베이스 기타의 경우, 악기의 사운드 홀을 막아 피드백을 줄이는 부드러운 플라스틱 디스크가 제공된다. 콘트라베이스 연주자들은 때때로 "f" 홀을 채우기 위해 손으로 만든 폼 인서트를 사용한다.

## 프리앰프와 효과

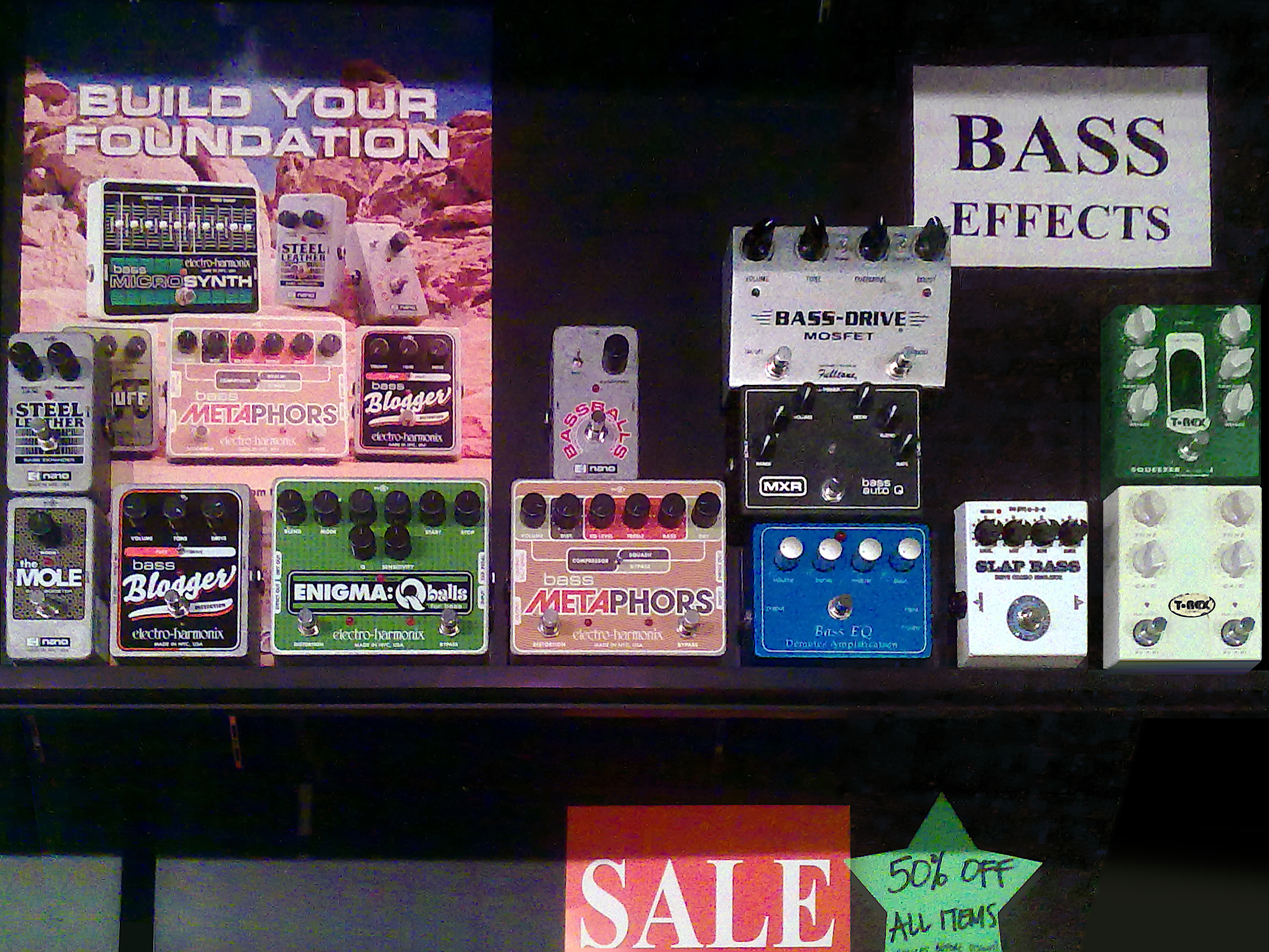
음악 상점의 베이스 이펙트 페달 선택.

증폭된 일렉트릭 베이스 또는 콘트라베이스의 기본 사운드는 전자 베이스 이펙트로 수정될 수 있다. 베이스는 일반적으로 많은 음악 스타일에서 리듬 섹션 악기로서 박자 유지 역할을 하기 때문에 프리앰프("프리앰프"), 컴프레션, 리미터 및 이퀄라이저(베이스 및 트레블 주파수 수정)는 베이스에 가장 널리 사용되는 이펙터이다. 일렉트릭 기타에 일반적으로 사용되는 페달 유형(디스토션, 페이저, 플랜저 등)은 베이스에 덜 일반적으로 사용되며, 적어도 베이시스트가 주로 리듬 섹션 역할을 하는 밴드 또는 스타일에서는 그렇다. 베이스가 솔로 악기로도 사용되는 음악 스타일(헤비 메탈, 프로그레시브 록, 재즈 퓨전의 특정 장르)에서는 베이시스트가 더 넓은 범위의 이펙트 유닛을 사용할 수 있다. 프렛리스 베이스를 연주하는 재즈 퓨전 베이시스트는 솔로를 위해 코러스 효과와 잔향을 사용할 수 있다.
다양한 장르에서 다양한 효과가 사용된다. "와우와우"와 "신스" 베이스 효과는 펑크 음악과 관련이 있다. 또한 1960년대와 1970년대 이후 밴드들은 앰프를 오버드라이브 시키거나 디스토션 장치를 사용하여 베이스가 왜곡되는 "퍼즈 베이스"를 실험했다. 퍼즈 베이스는 1960년대와 1970년대 초 사이키델릭 록 밴드와 같은 시대의 전통적인 헤비 메탈 밴드(레드 제플린)에서 사용되었다. 연주되는 음높이보다 한 옥타브 낮은 음을 생성하는 옥타브 생성 효과도 베이시스트들이 사용한다. 오늘날의 하드 록과 헤비 메탈 밴드의 많은 베이시스트들은 베이스 기타 전용으로 만들어진 오버드라이브 페달을 사용한다. 1980년대 후반 이후 베이스 전용 오버드라이브 페달이 출시되었다. 이 페달들은 낮은 기본 음높이를 유지한다. 베이스에 일반 기타 디스토션 페달을 사용하면 저주파가 크게 줄어든다. 베이스용 잘 알려진 오버드라이브 효과에는 보스 ODB-3 베이스 오버드라이브, 일렉트로 하모닉스 베이스 블로거, 테크21 산사암프 베이스 드라이버, 디지텍 XBD 베이스 드라이버, 및 일렉트로 하모닉스 빅 머프가 있다.

### 앰프에 내장된 오버드라이브

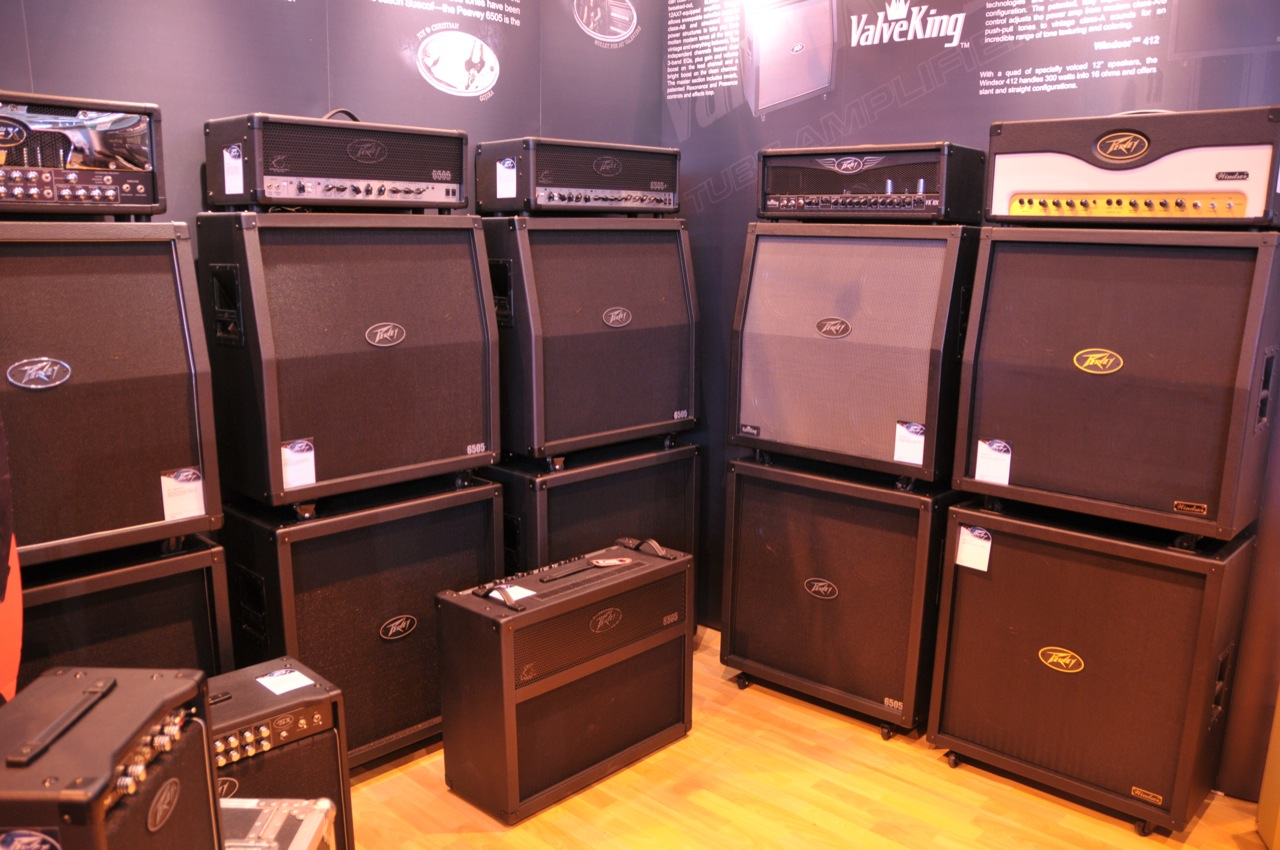
수년 동안 다양한 피비 베이스 앰프에는 디스토션 효과가 내장되어 있었다.

일부 베이스 앰프에는 "오버드라이브" 또는 디스토션 효과가 내장되어 있다. Peavey Century 200은 두 번째 채널에 온보드 "디스토션" 효과가 있다. Peavey VB-2에도 내장 오버드라이브가 있다. Aguilar Amplification의 AG 500 베이스 헤드는 2채널 앰프이며, 그 중 하나는 오버드라이브를 위한 "새츄레이션" 컨트롤을 제공한다. 다양한 BOSS 콤보 앰프에는 내장 "드라이브" 효과가 있다. 갤리언 크루거의 베이스 앰프 헤드에는 시뮬레이션된 튜브 오버드라이브 효과를 제공하는 "부스트" 컨트롤이 있다. 베링거 Ultrabass BVT5500H 베이스 앰프 헤드에는 내장 리미터와 오버드라이브가 있다. LowDown LD 150 베이스 앰프에는 약간의 힌트부터 심한 디스토션까지 다양한 오버드라이브 사운드가 있다. CUBE-20XL BASS 앰프에는 내장 오버드라이브가 포함되어 있다.
75와트 Fender Rumble 75 Bass Combo Amp와 150와트 및 300와트 모델은 게인 및 블렌드 컨트롤을 사용하여 오버드라이브 효과를 생성할 수 있으며, "부드러운 따뜻함부터 심한 왜곡된 톤"까지 오버드라이브 사운드를 제공한다. Fender SuperBassman은 내장 오버드라이브 채널이 있는 300와트 튜브 헤드이다. Fender Bronco 40에는 현대 베이스 오버드라이브, 빈티지 오버드라이브 및 퍼즈를 포함한 다양한 효과가 포함되어 있다.

모터헤드의 베이시스트 레미 킬미스터는 100와트 마셜 베이스 스택 3개를 오버드라이브 시켜 자연스러운 퍼즈 베이스 톤을 얻었다.

MESA Bigblock 750에는 내장 오버드라이브 채널이 있다. Mesa M2000에는 풋스위치로 작동할 수 있는 고게인 스위치가 있다. Marshall MB450 헤드 및 콤보 베이스 앰프에는 "Classic" 채널에 오버드라이브될 수 있는 튜브 프리앰프가 있다. Ashdown ABM 500 EVO III 575W 베이스 앰프 헤드에는 내장 오버드라이브 효과가 있다. 오버드라이브는 많은 Crate 베이스 앰프에서도 사용할 수 있다. Yamaha BBT500H에는 오버드라이브, 디스토션, 퍼즈의 세 가지 내장 드라이브 효과가 있다. Ampeg B5R 베이스 앰프에는 클린 및 오버드라이브의 두 채널이 있으며, 두 채널을 결합할 수 있는 기능이 있다. 부티크 앰프 회사인 Verellen은 내장 오버드라이브 채널이 있는 베이스 앰프를 생산한다.

## 제조업체

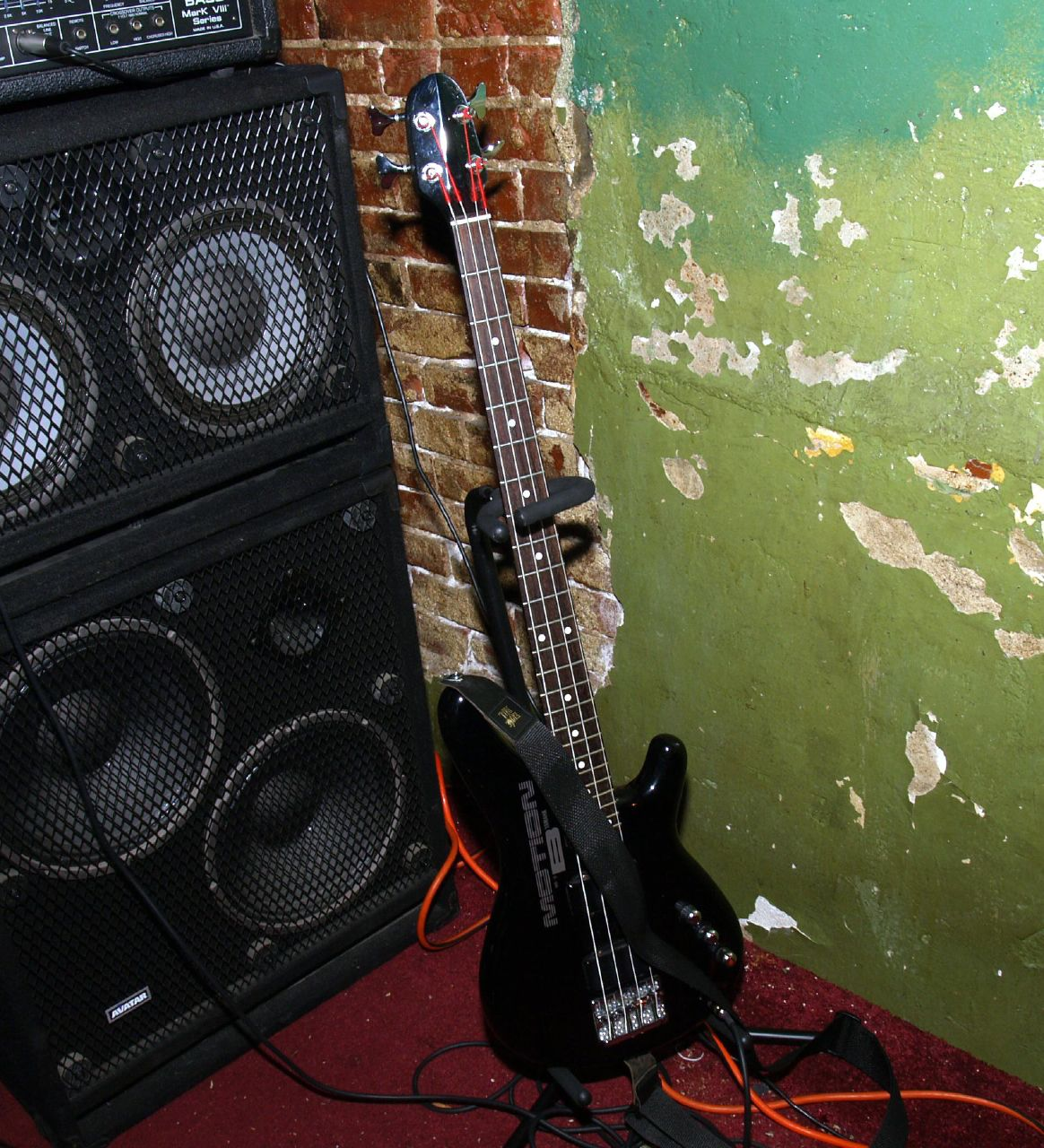
베이스 앰프 헤드는 스피커 2개와 고주파 혼이 각각 들어있는 스피커 캐비닛 2개와 함께 사용된다.

베이스 앰프 장비 제조업체는 개별 부품만 만드는 회사부터 베이스 앰프 및 라우드스피커만 만드는 회사(갤리언 크루거 등)까지 다양하다. 다른 한편에는 다양한 유형의 악기용 앰프 및 전관방송 시스템(피비 일렉트로닉스, 카빈 A&I, 요크빌 사운드 등)의 훨씬 더 넓은 범위의 제품의 일부로 베이스 증폭 장비를 제공하는 회사들이 있다.
베이스 장비 제조업체를 분류하는 또 다른 방법은 그들이 어떤 시장 부분을 대상으로 하는지에 따라 분류하는 것이다. Peavey 및 Yorkville 제품은 일반적인 대중 시장을 대상으로 하는 반면, Acoustic Image 또는 Walter Woods와 같은 일부 베이스 장비 제조업체는 프로 음악가 시장 내에서 틈새 시장을 대상으로 하는 비싼 "부티크" 장비를 만든다. Acoustic Image 앰프 및 스피커 캐비닛은 일반적으로 전문 어쿠스틱 포크 및 재즈 음악가가 사용하며, Walter Woods 앰프는 전문 어쿠스틱 재즈 베이스 연주자와 관련이 있다.

## 대안

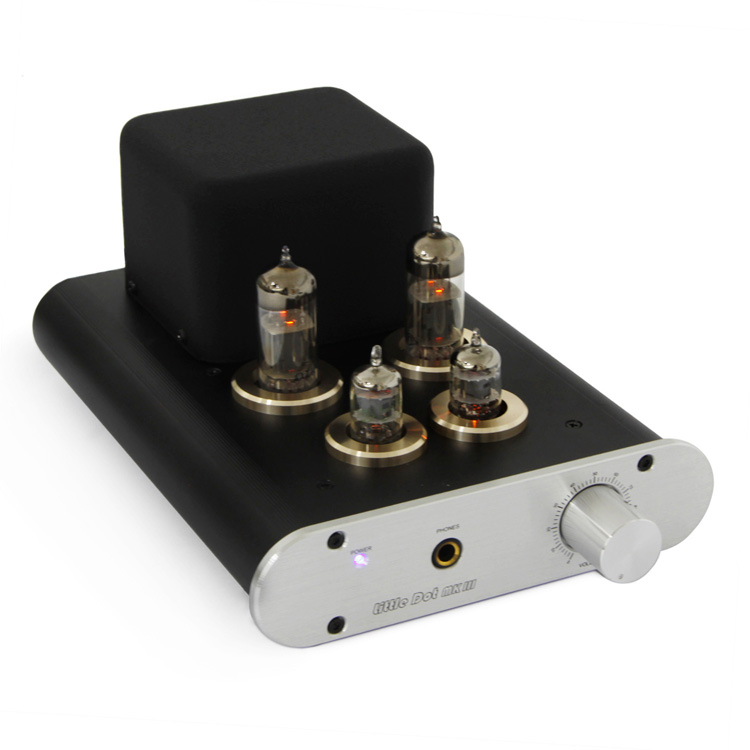
A Little Dot Mk III tube headphone amplifier.

일부 베이스 플레이어는 아파트의 엄격한 소음 및 방해 규칙, 콤보 앰프를 보관할 공간 부족(작은 방에 사는 경우) 또는 여러 악기 및 목소리를 증폭할 수 있는 설정의 필요성으로 인해 베이스 콤보 앰프를 사용할 수 없다. 소음 또는 공간 제약이 있는 사람들을 위한 베이스 앰프 구매 대안으로는 헤드폰 앰프 또는 헤드폰 잭이 포함된 마이크로 연습용 앰프가 있다(베이스 앰프에서는 헤드폰을 헤드폰 잭에 연결하면 메인 스피커가 자동으로 꺼진다). 여러 악기 연주자와 베이시스트-싱어는 키보드 앰프, 소형 PA 시스템 또는 베이스를 사용할 수 있는 악기 중 하나로 포함하는 일부 어쿠스틱 악기 앰프 모델을 고려할 수 있다. 이 모든 옵션은 베이스 범위를 처리할 수 있는 풀 레인지 스피커를 갖추고 있다.
일렉트릭 베이스 연주자들은 1960년대부터 대형 콘서트에서 일반 기타 앰프를 사용해왔지만, 이는 일반적으로 높은 음역대에만 해당된다. 일반 기타 앰프는 약 80Hz까지만 내려가도록 설계되었기 때문에 낮은 음역대에는 여전히 베이스 앰프가 일반적으로 사용된다. 베이시스트들이 신호를 베이스 앰프와 일렉트릭 기타 앰프로 분할하는 이유 중 하나는 이러한 배열을 통해 일렉트릭 기타 앰프에서 나오는 고음역 사운드를 오버드라이브하면서 베이스 앰프에서 나오는 깊은 베이스 톤을 유지할 수 있기 때문이다. 튜브 앰프 또는 솔리드 스테이트 프리 앰프를 돌려 베이스에서 자연적으로 생성되는 오버드라이브는 일반적으로 베이스 톤의 손실을 초래한다. 왜냐하면 오버드라이브 상태로 밀려날 때 음은 상위 옥타브 두 번째 고조파로 가기 때문이다.
콤보 앰프가 없는 베이스 연주자는 라이브 공연 시 베이스를 DI 유닛에 연결하고 거기서 PA 시스템에 연결할 수 있다. 잘 갖춰진 나이트클럽이나 음악 바에서는 오디오 엔지니어가 베이스 신호를 베이스에 적합한 스테이지 모니터로 라우팅하여 베이스 연주자와 밴드가 베이스 톤을 들을 수 있도록 한다. 일부 독립형 베이스 프리 앰프 페달에는 DI 출력이 있어 이 출력을 마찬가지로 PA 시스템에 연결할 수 있다. 소규모 공연장(카페, 소형 펍 등)에서 연주하는 베이스 연주자는 일반적으로 자체 베이스 콤보 앰프(또는 키보드 앰프 콤보와 같은 대체 앰프)를 가져와야 한다. 왜냐하면 매우 작은 공연장에서는 주로 보컬에 사용되는 매우 작고 저전력 PA 시스템을 갖추고 있기 때문이다. 일부 소규모 공연장에는 모니터 스피커가 없거나, 리드 보컬 앞에 하나만 있다. 콤보 앰프가 없는 베이스 연주자는 녹음 스튜디오에서 트랙을 녹음할 때 DI 유닛에 연결할 수 있으며(모든 전문 녹음 스튜디오에는 DI 유닛이 있음), 이는 오디오 콘솔에 연결된다. 오디오 엔지니어는 베이시스트에게 헤드폰을 통해 악기 소리를 제공할 수 있다.

## 같이 보기
- 베이스 이펙트
- 기타 이펙트
- 악기용 앰프
- 기타 앰프
- 기타 스피커
- 격리 캐비닛 (기타)
- 베이스 앰프 및 스피커 제조업체 목록

## 추가 자료
- Hopkins, Gregg; and Moore, Bill. 앰펙: The Story Behind the Sound. Hal Leonard, 1999.
- Fliegler, Ritchie and Eiche, Jon F. Amps!: The Other Half of Rock 'n' Roll. Hal Leonard Corporation, 1993.
- Zottola, Tino. Vacuum Tube Guitar and Bass Amplifier Theory. Bold Strummer, Limited, 1996.